# Miljonprogrammet
Miljonprogrammet var ett program för bostadsbyggande i Sverige 1965–1975. Det antogs på Socialdemokraternas partikongress 1964 som en revision av ett reformprogram, under namnet Samlat program för samhällets bostads- och markpolitik. Varje år 1965–1974 beslöt riksdagen att bevilja lån till runt 100 000 bostäder. Genomförandet av programmet sammanföll delvis med de så kallade rekordåren. Inom miljonprogrammet byggdes olika typer av bostäder, såsom radhus, småhus och flerbostadshus. Dessutom separerades bilvägar ofta från gång- och cykelvägar. Boendeformen, byggnadernas utseende och de socioekonomiska utmaningarna i dessa områden har varit föremål för forskning inom olika ämnen. Bostädernas kvaliteter, tillsammans med eventuella brister, har lett till en debatt om huruvida de verkligen erbjuder de boende goda boendeförhållanden.

## Bostadsbristen
Bostadspolitiken debatterades under byggtiden varje år i Sveriges riksdag. Riksdagen biföll långivning till runt 100 000 bostäder per år under reformtiden. Målet med reformen var att det under ett decennium skulle byggas en miljon bostäder för att avhjälpa den sedan 1950-talet rådande bostadsbristen, avskaffa trångboddheten och höja bostadsstandarden. En förutsättning för miljonprogrammet var pensionsreformen 1959, vilken lett till att ett betydande kapital byggts upp i AP-fonderna, som kunde användas för dess finansiering. Det statliga bolånesystemet förändrades också så att storskaligt och industriellt byggande gynnades.
Det råder delade meningar om hur många bostäder som byggdes under reformtiden, enligt Statistiska centralbyrån var det dock 1 006 000 enheter. En tredjedel av bostadsproduktionen utgjordes av höghusområden, en tredjedel av låga flerbostadsområden och en tredjedel var småhus. Nettotillskottet till landets bostadsbestånd blev mindre då många äldre hus revs, bland annat i stadskärnor som Stockholms city (Norrmalmsregleringen) och i landsbygdsområden med minskande befolkning. Under pågående reform så uppstod i slutet av 1970-talet på flera håll bostadsöverskott. Det samlade programmets bebyggelse utgjorde 2004 cirka 25 procent av bostadsbeståndet i Sverige och återspeglar 1960- och 1970-talens idé om ett välfärdssamhälle.
Många av byggperiodens områden fick dåligt rykte och stämplades som fysiskt och socialt undermåliga. År 2019 var ungefär 400 000 av dess lägenheter i behov av renovering, motsvarande ett investeringsbehov på mellan 300-500 miljarder kronor.

## Uttrycket

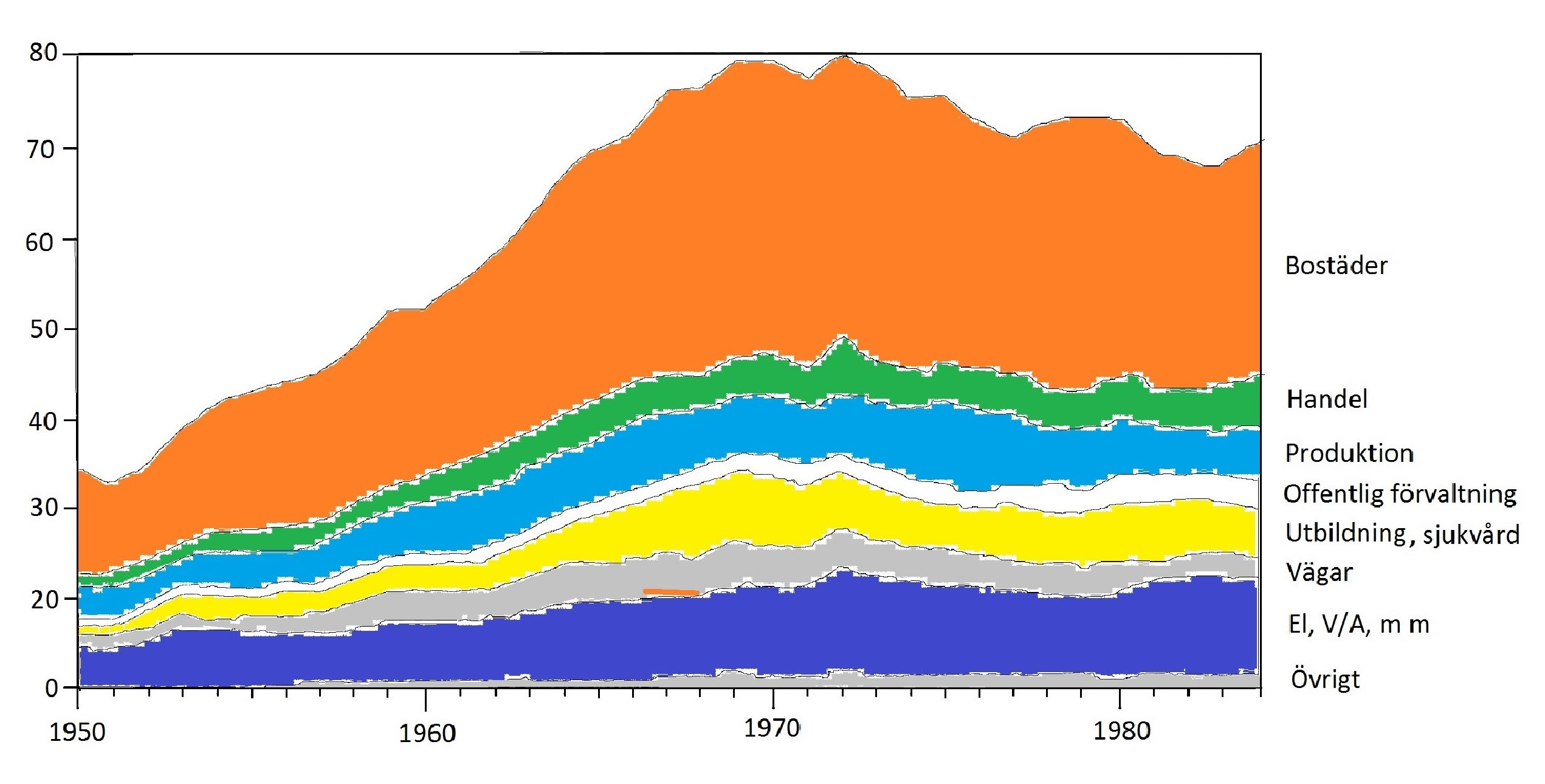
Kostnader för produktion (inklusive ombyggnationer m m) av bostäder och anläggningar i miljarder kronor, uttryckt med 1980 års prissättning. Reformen omfattade mycket mer än bostäder.

Första ordledet i uttrycket "miljonprogrammet" kommer med stor säkerhet från mellanrubriken "En miljon bostäder på tio år", ur Socialdemokratiska arbetarepartiets politiska riktlinjer från 1964. Rubrikens fras eller andemening användes i sammanhang runt svensk bostads- och byggnadspolitik mellan 1964 och 1975. Frasen återkom även i samma års valpropaganda. Något övergripande och av staten detaljreglerat byggprogram var det aldrig fråga om. Under byggtiden var det formella begreppet för reformen i regeringens finansplan (bilaga till statsverksproposition 1966) samlat program för samhällets bostads- och markpolitik. Via årliga framlagda propositioner, styrda av flera ekonomiska faktorer tillsammans med vad riksdagen varje år kom fram till, justerade regeringen fortlöpande ordningen på de reformer som skulle ges förtur varje år. Det är först efter att regeringen 1970 och 1972 själva använder uttrycket ”miljonprogrammet” då den meddelar att reformen ska fullföljas, som det mer frekvent börjar användas av tidningsmedia. 

## Bakgrund

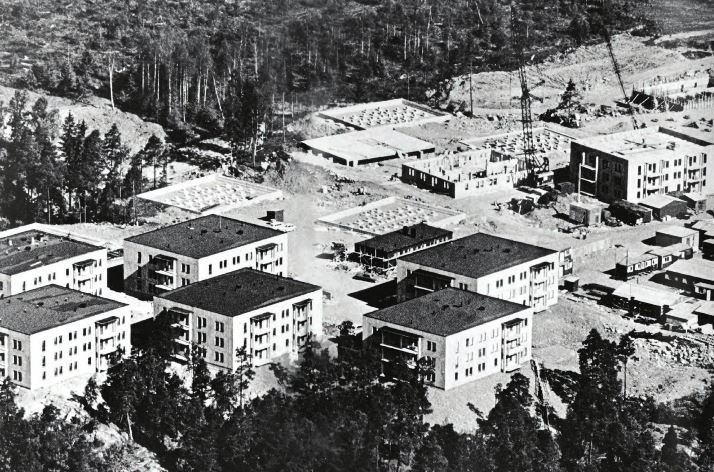
Elementbygge i Västra Orminge genom Ohlsson & Skarne, 1964.

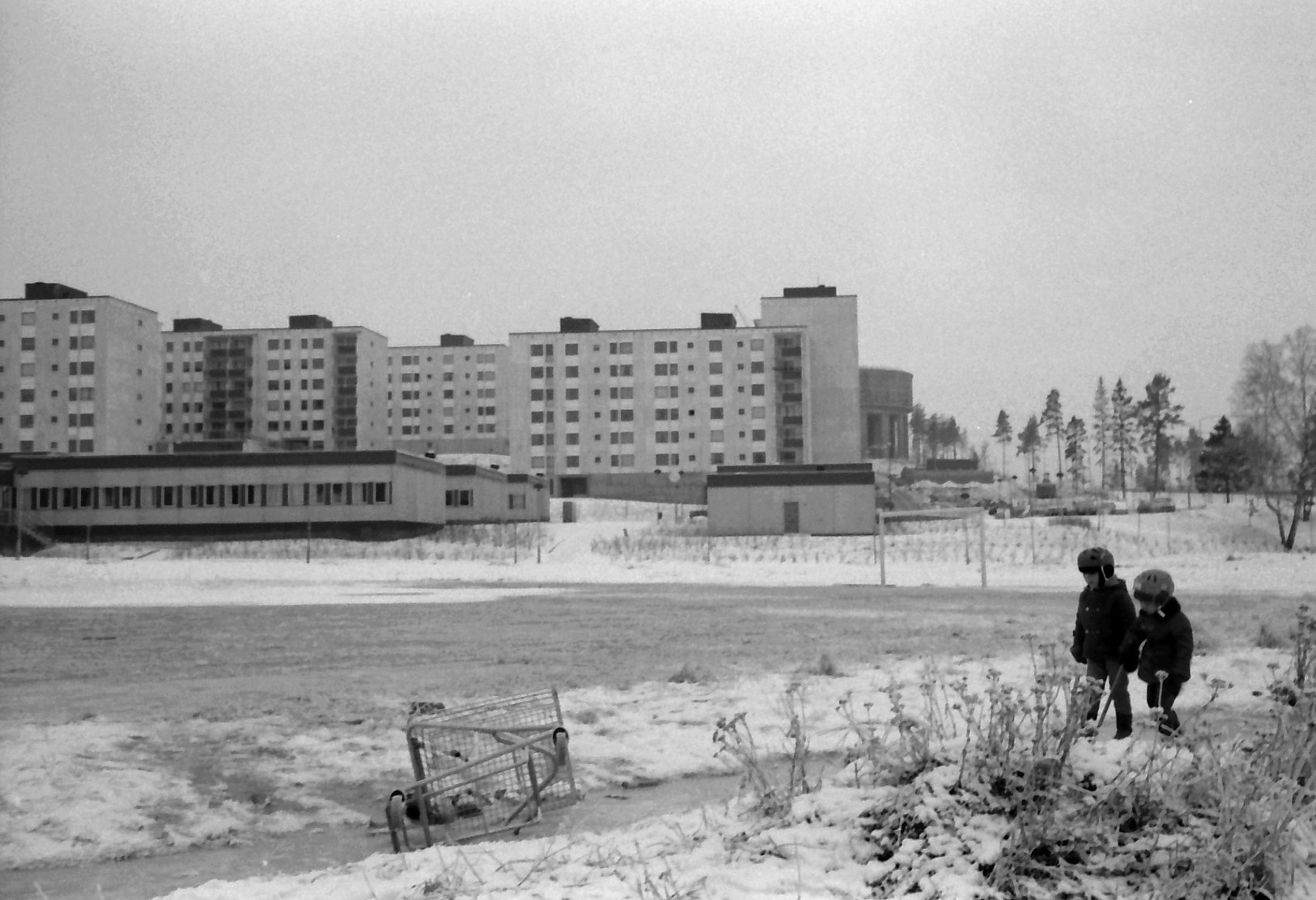
Tensta på vintern 1971.

Sedan 1940-talet pågick utredningar med syfte att höja bostadsstandarden. I slutet av 1940-talet formulerades en god bostadsstandard till högst två personer per rum, köket inte medräknat.
Under 1950-talet och första delen av 1960-talet var bostadsbristen akut i Sverige och den generella bostadsstandarden låg. Att bo trångt och nedslitet var vanligt. Trångboddheten hade man tidigare försökt lösa till exempel genom anläggningen av ABC-städer som Vällingby och Farsta, områden som, till en början, hyllades som idealiska bostadsområden. Bostadsbristen var särskilt märkbar i Stockholm, där 1960 över 100 000 personer stod i bostadskö.
Under en 15-årsperiod (mellan åren 1945 och 1960) producerades 822 000 nya lägenheter i landet. Detta var mer än förväntat enligt de bostadspolitiska besluten efter andra världskriget, men omfattande rivningar gjorde att nettotillskottet krympte till cirka 570 000 lägenheter.
För att lösa problemet tillsattes 1957 Bostadsbyggnadsutredningen, parallellt med införandet av en ny byggnadsstadga med rikstäckande byggnadsregler. Arkitekten Lennart Holm, sedermera generaldirektör på Statens planverk, var huvudman. Utredningen påvisade ett bostadsbyggnadsbehov på 1,5 miljoner lägenheter 1960–1975 och på behov av rationaliseringar inom byggbranschen.
Baserat på utredningens slutbetänkande Höjd bostadsstandard (SOU 1965:32) beslöt riksdagen varje år mellan 1965 och 1974 att lån till runt 100 000 bostäder skulle beviljas. Man räknade med att boendetätheten skulle sjunka från 2 till 0,5 personer per rumsenhet 1975. Under debatten som föregick 1965 års riksdagsbeslut förespråkade Högerpartiet, företrätt av dess förste vice ordförande Gösta Bohman, att 1,5 miljoner lägenheter behövdes de närmsta 10 åren medan Folkpartiet uppskattade behovet till 1,1 miljoner nya lägenheter. Termen lägenhet användes vid den här tiden även för bostäder i villor.
I riksdagsbeslutet från 1965 ingick även att kommunerna skulle erbjudas gynnsamma ekonomiska villkor om de beslutade att bygga storskaligt. Efter Förstakammarvalet 1966 ökades stödet till nya bostäder och produktionen av nya lägenheter kom att stiga med 20 procent, från 100 000 till 120 000 årligen. Samtidigt genomfördes åtstramningar av stödet i syfte att fler och billigare bostäder skulle byggas. Storskaliga stadsplaner innehållande fler än 1 000 bostäder, premierades extra. Kommunerna fick ökat ansvar för planeringen och stöddes genom statligt finansiellt stöd vid markförvärv.
Storskaligheten, som blev reformens kännetecken, motiverades av skalfördelar - kostnaden per enhet kunde sänkas vid storskaliga projekt. Storskaligheten bidrog även till att allmännyttiga och kooperativa bostadsföretag blev landets dominerande ägare och förvaltare av flerbostadshus. Under byggperioden tog regeringen ett helhetsgrepp om bostadspolitiken och den övergripande målsättningen formulerades (prop. 1967:100): "Hela befolkningen skall beredas sunda, rymliga, välplanerade och ändamålsenligt utrustade bostäder av god kvalitet till skälig kostnad."

## Byggandet

### Stadsplaneringen

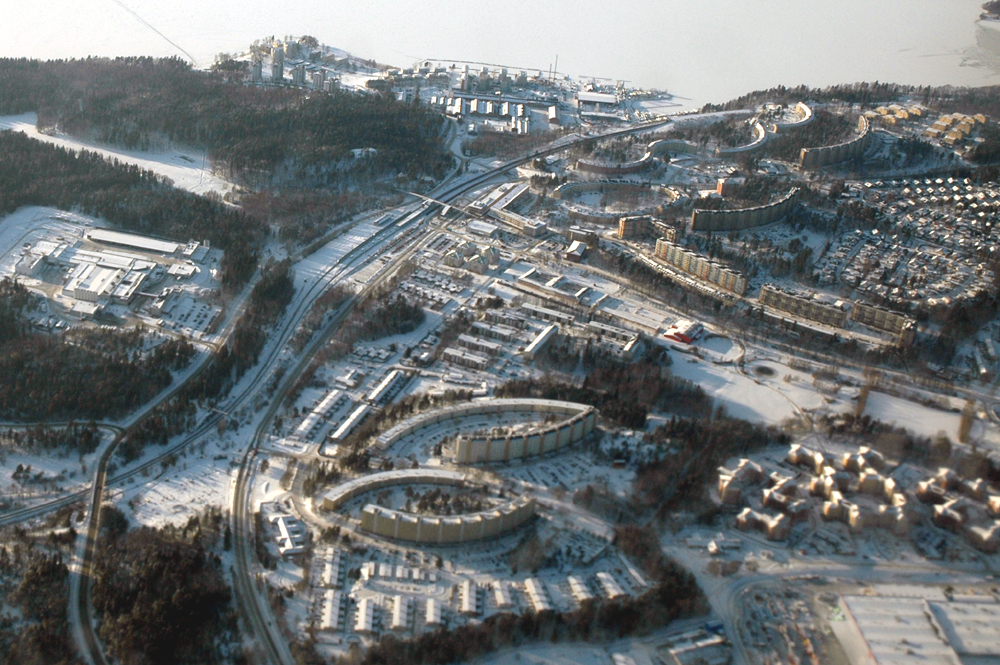
Kallhäll i Järfälla kommun illustrerar miljonprogrammets stadsplanering med omväxlande låga och höga hus.

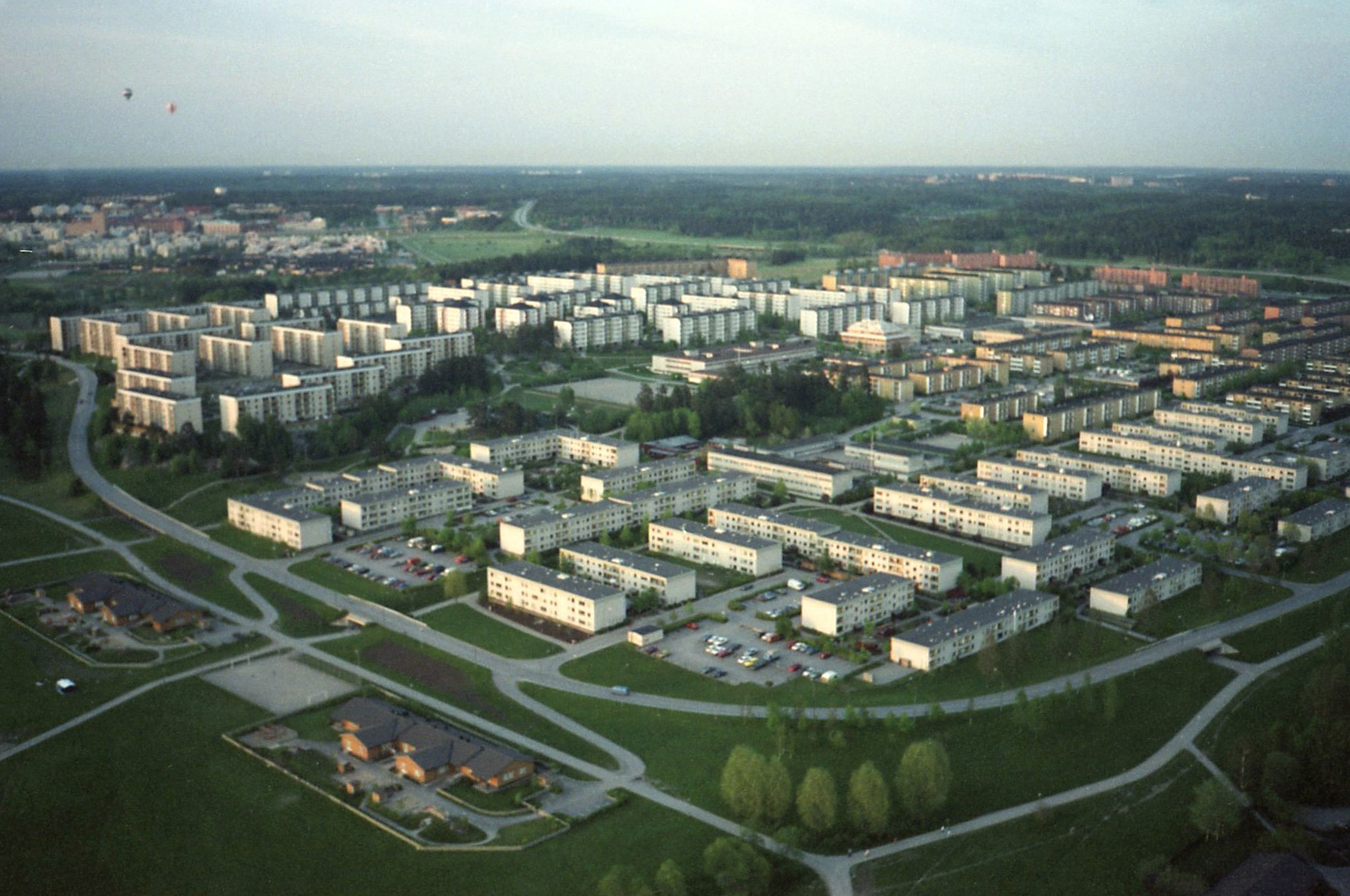
Miljonprogramsbebyggelse i Rinkeby i nordvästra Stockholm. Söderifrån möts man av låghusbebyggelse.

I linje med de rådande arkitektoniska och stadsplanemässiga idealen övergavs den traditionella rutnätsstaden redan kring sekelskiftet 1900. På 1940- och 50-talen präglades Stockholms förorter av grannskapsplaneringen, efter den engelska förebilden Community center, där mindre bostadsområden med småcentra grupperades runt ett stort centrum med kommunal och kommersiell service.
Spårtrafik drogs i större städer från centralorten till miljonprogrammets utkanter. Stockholms tunnelbana och Göteborgs spårvagnsnät byggdes ut väsentligt i samband med att nya förortsområden uppfördes. Utbyggnaden gjorde att många kranskommuner med ambitionen att få spårbunden trafik, lät bygga bostadsområden i utbyte mot löften om spårtrafik, till exempel i Vårby gård i Huddinge kommun söder om Stockholm och Angered i Göteborg, som då var egen kommun.
Bostadsområden som byggdes under reformen planerades med kommersiell och samhällelig service, rekreationsanläggningar, biograf, arbetsplatser, kyrka och skolor, exempelvis i Skärholmen. Service av olika slag fanns i en centrumanläggning och den planerades med utgångspunkten att den skulle kunna användas kvällar och helger, för kurser, dans och föreningsmöten. I den stora centrumanläggningen hade de boende även ett rikt utbud av butiker för handel med sällanköpsvaror. Programområdena präglades även av den strängt genomdrivna SCAFT-planen, en plan för trafikseparering, vars mål var att skilja bil- och gångtrafik åt. Vid bostäderna anlades bilfria gångvägar, gångtunnlar, gångbroar, breda motorvägar och stora parkeringsplatser. De högsta husen byggdes närmast centrum eller som "bullerskärm" mot huvudtrafikstråken. Intill höghusen uppfördes låghusen och längst bort från centrum lades radhus och kedjehus.

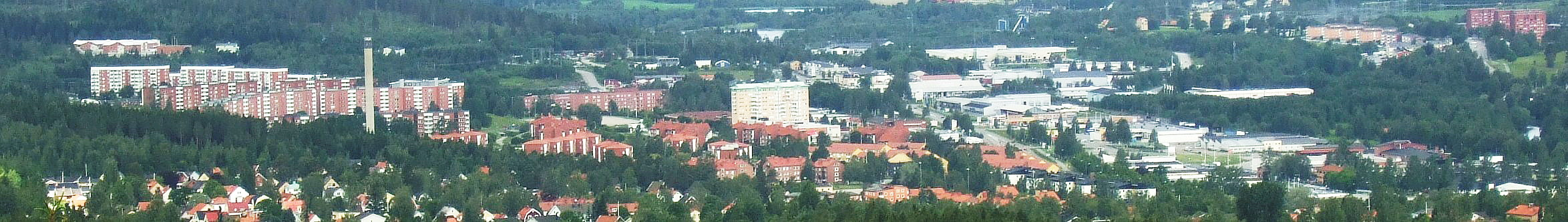
Bostadsområdet Nacksta i Sundsvall har varit föremål för totalrenovering.

Enligt samma mönster anlades andra nya stadsdelar och bostadsområden i Göteborgsområdet, exempelvis Angered, och i en medelstor kommun som Sundsvall, exempelvis Nacksta. Stadsplanen för Nacksta utformades våren 1963. Området, som projekterades i ett sammanhang, byggdes i etapper och stod färdigt 1974. Totalt tillkom 1 600 bostäder. Här uppfördes dels höghus (skivhus), dels trevåningshus (lamellhus). Lägenheterna hade rymliga och kvalitativt bra planlösningar. Bristerna låg i den sterila utemiljön. Visuellt hölls området samman genom rött fasadtegel som användes för alla hus utom för det smala höghuset i centrum. I mitten av området placerades en centrumanläggning med vårdcentral och folktandvård samt områdets skolor. I Västtyskland, Östtyskland, Frankrike, Finland, Sovjetunionen och Storbritannien byggdes de nya förstäderna på liknande sätt (se plattenbau), men inte på grund av en politisk programförklaring som i Sverige.

### Husbyggandet

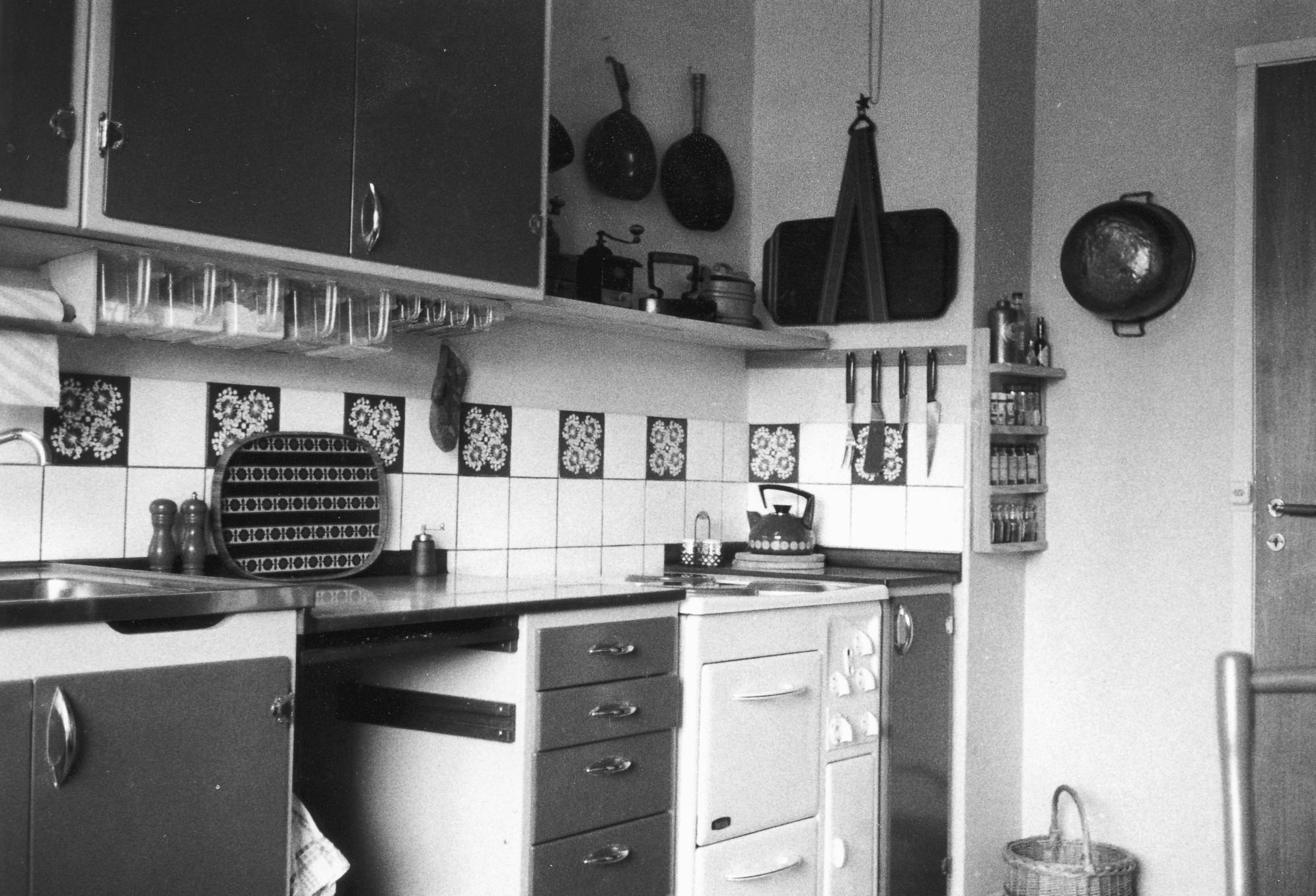
Standardköket i en lägenhet om 2 rum och kök.

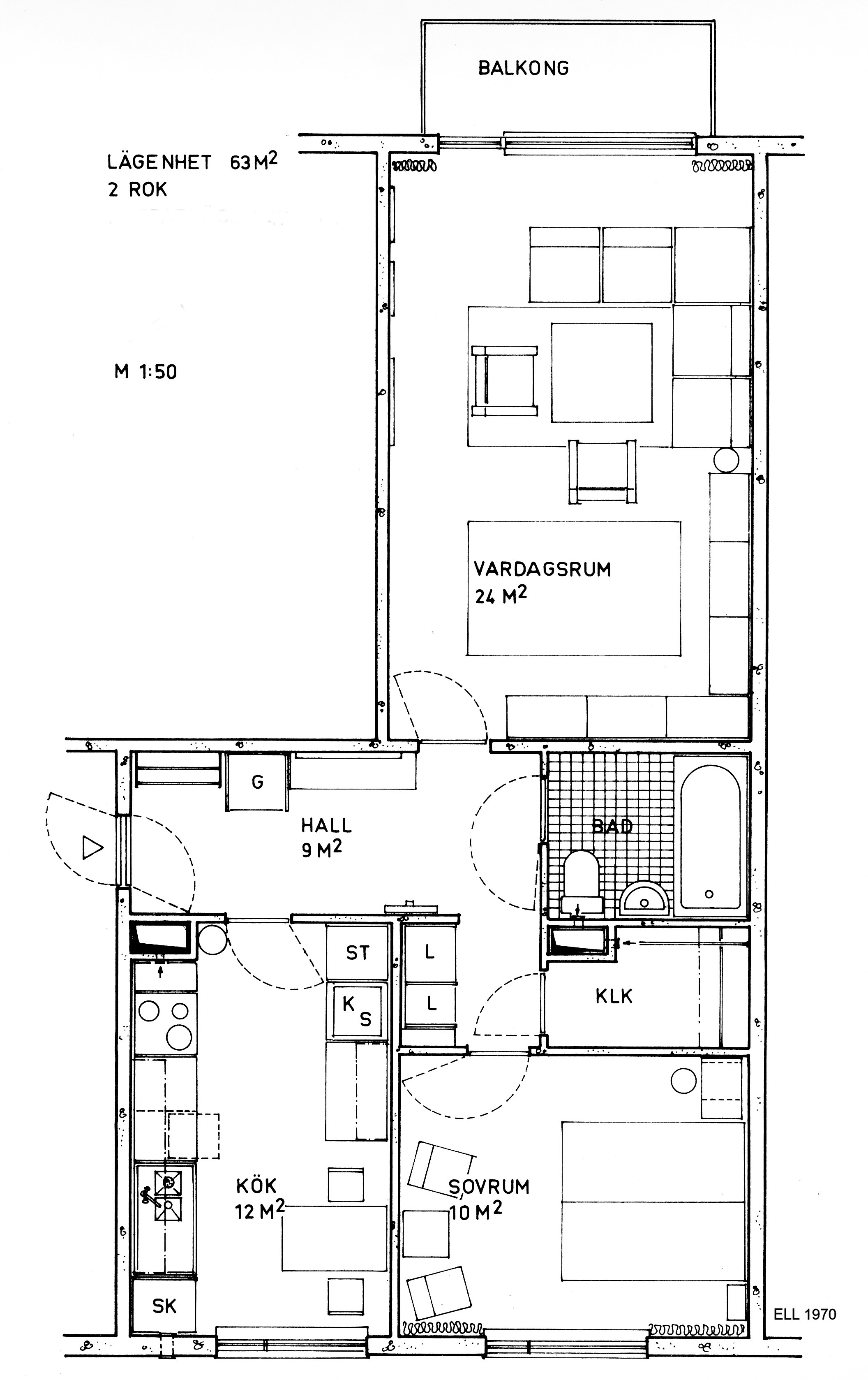
Lägenhet om 2 rum och kök på 63 m², här ett exempel från Kallhäll.

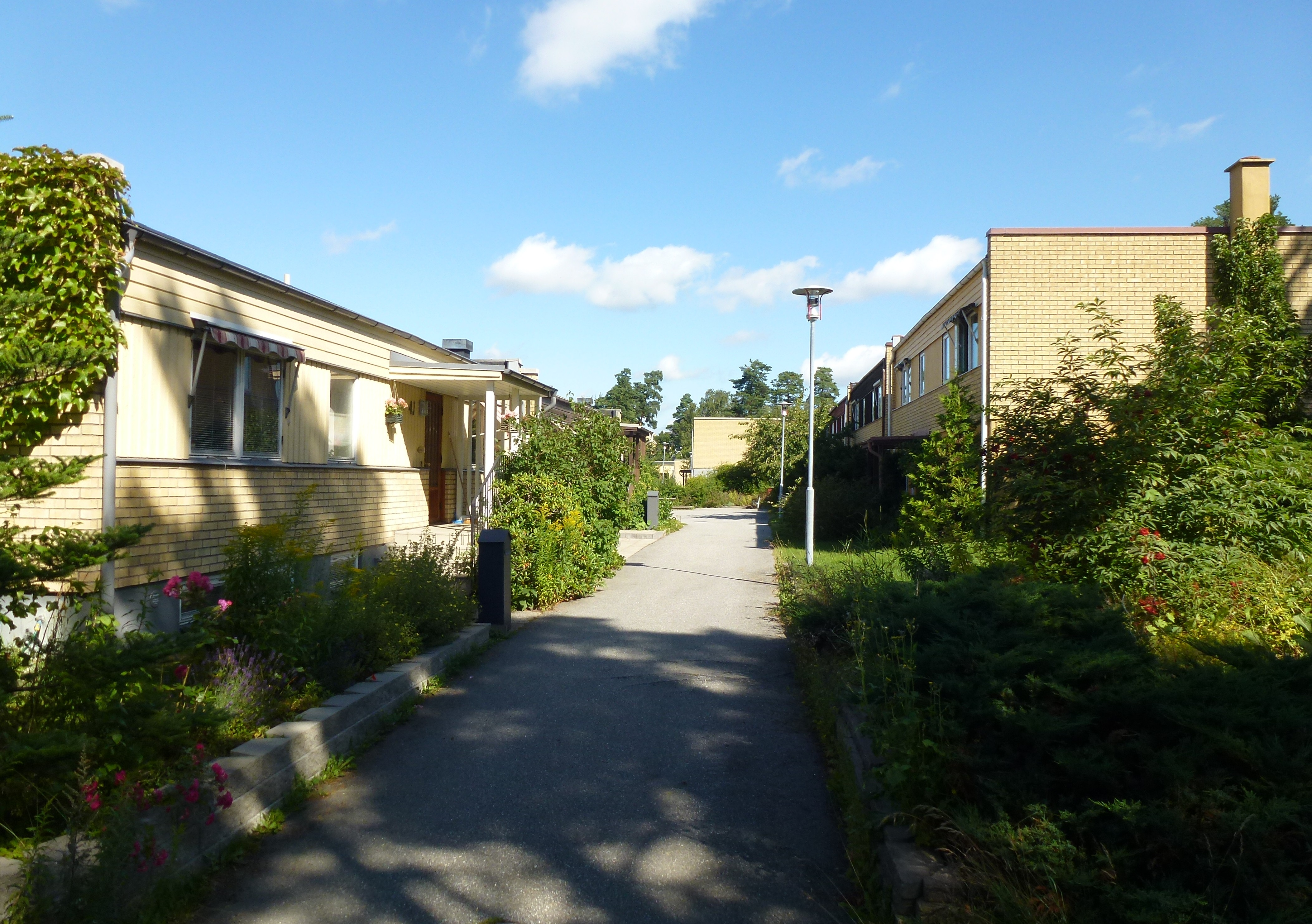
Småhusområde i Kälvesta.

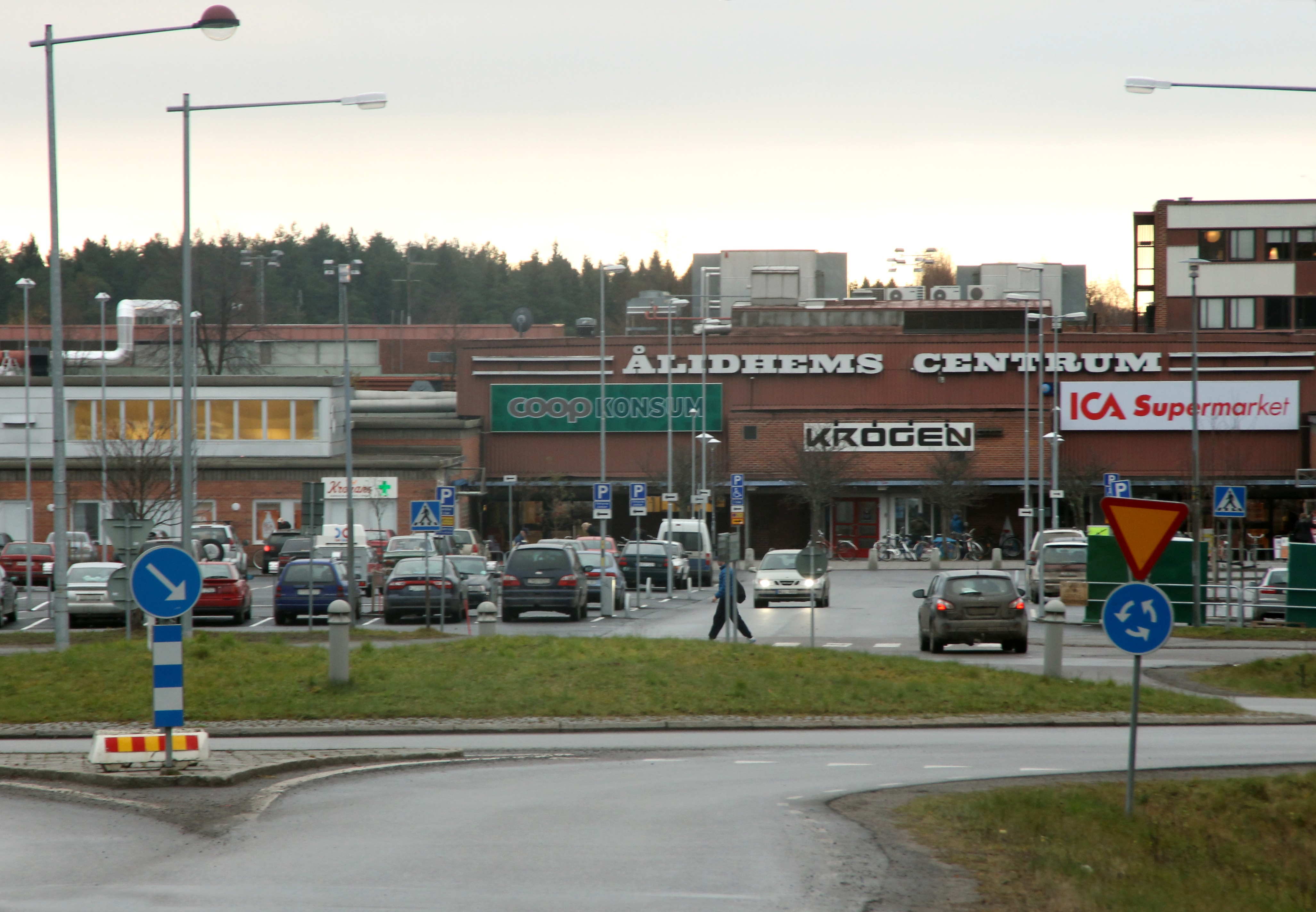
Ålidhem centrum i Umeå stod klart 1973.

Automobilisering, hård planering, funktionalism, samt en vilja att komma ifrån den trånga stenstaden var trender i tiden som tillsammans med en ekonomiskt snäv ram påverkade miljonprogramhusens utformning. En tredjedel av reformens hus utgörs av småhus, som villor, parhus, kedjehus och radhus, medan resten är flerfamiljshus som höghus, lamellhus, punkthus, skivhus och loftgångshus. Bara en fjärdedel av husen har sex eller fler våningar.
Först mot slutet av reformen användes fasader av prefabricerade betongelement, annars övervägde putsade fasader. Särskilt i Stockholms län blev puts det vanligaste fasadmaterialet på rekordårens flerbostadshus. Även tegel var under rekordåren ett vanligt fasadmaterial, dock inte som konstruktionsmaterial i stommar. Det var inte ovanligt att man tillverkade prefabricerade betongelement med ett ytskikt av tunt fasadtegel.
Husbyggandet under byggperioden präglades av effektivitet och ekonomisk rationalitet. Det redan högt uppskruvade byggtempot (år 1963 producerades drygt 80 000 lägenheter) drevs upp ytterligare. Före riksdagsbeslutet om en miljon lägenheter hade Östberga byggts 1960 söder om Stockholms innerstad. Östbergahöjden var det första större bostadsområdet i Sverige som uppfördes av prefabricerade betongelement. Byggmetoden krävde att en tillfällig fabrik anlades nära själva byggarbetsplatsen. Fabriken tillverkade sedan betongelement på plats och elementen sattes ihop till hus med hjälp av lyftkranar. Byggentreprenören Ohlsson & Skarne drev här det industriella byggandet ett långt steg framåt. Ohlsson & Skarne skulle sedan bli en av de stora aktörerna under miljonprogrammet.
Senare tillverkades betongelement klimatoberoende på fabrik och transporterades till arbetsplatsen. Metoden kortade, effektiviserade och industrialiserade byggandet avsevärt, och användes ofta i byggandet av större husområden den här tiden. I modifierad form används metoden än i dag. Vid byggandet av skivhus ställdes ofta lyftkranarna, som skulle montera betongelementen, på räls, detta för att underlätta byggandet ännu mer. Huslängornas inbördes avstånd blev beroende av kranarnas räckvidd. Då rälsgående kranar kräver plan mark, plansprängdes terrängen och växtligheten togs bort. Nyplantering anlades sedan då byggnaderna färdigställts. Det var skillnad mot byggandet av förorter under exempelvis 1950-talet då man sökte bevara befintlig vegetation så långt som möjligt.
Att flera av reformens förorter kallas "betongförorter", vars byggnader upplevs som höga, stela och emellanåt gråa är dock inte korrekt. Exempelvis kan Tensta ge ett sådant intryck om man kör förbi norr om stadsdelen på E18. Närmar man sig Tensta, Hjulsta och Rinkeby från söder, möts man däremot av en utbredd lågskalig bebyggelse, där hus med fasader av puts och tegel dominerar. De höga skivhusen mot E18 återspeglar helt enkelt stadsplanerarnas tanke att de skulle fungera som en "skyddsmur" för den övriga bebyggelsen. Inte allt utfördes således som höga hus med råa betongfasader. En betydande del (cirka 30 procent) av det samlade byggprogrammets produktion utgjordes av småhus, som i Kälvesta i nordvästra Stockholm. Här finns fasader med ytskikt av puts, trä och tegel och mycket av den ursprungliga växtligheten är bevarad. Kälvesta kan kallas ett "horisontellt miljonprogramsområde" med cirka 2 000 enfamiljsbostäder. Flertalet hus byggdes i form av radhus om 4 rum och kök. Kälvesta räknas till en av de sista stora och enhetliga småhusstadsdelarna sedan 1930-talet.
Med stöd från den statliga byggnadslånebyrån försökte man garantera bostädernas kvalitet. Villkoren var att de förmånliga lånen endast gavs till byggnader som uppfyllde fastställda normer för standard i fråga om utrustning och storlek, det gällde båda privata som kommunala byggherrar. Villkoren fanns beskrivna i normsamlingen God bostad som Bostadsstyrelsen gav ut mellan åren 1954 och 1976. God bostad utgjorde krav för att få statliga bostadslån. I skriften behandlades varje del av bostaden, allt från måttregler för rumsytor till hygienutrymmen, standard för skåp till garderober och kök samt arbetsytor i köket. För reformens krav på produktion av en miljon lägenheter passade standardiserade kökssnickerier och typritningar för kök utmärkt. Det skulle produceras en miljon nya kök på tio år och den svenska köksstandarden kom väl till pass.

## Bostadsproduktionen och allmännyttan

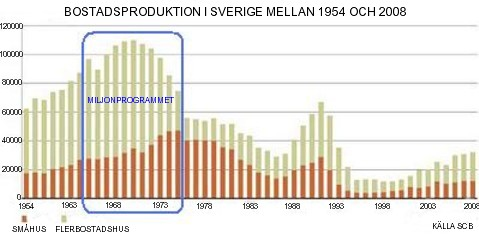
Bostadsproduktion i Sverige mellan 1954 och 2008.

Många sätter likhetstecken mellan allmännyttiga bostadsföretag, miljonprogram och höghusområden. Det är en sanning med modifikation. Den totala bostadsproduktionen mellan 1965 och 1974 blev 940 000 lägenheter (enligt SABO-anslutna Sigtunahem), men inte enbart i allmännyttans regi och inte enbart i höghus. Ungefär en tredjedel av reformprogrammets produktion består av storskaliga höghusområden, en tredjedel av låga flerbostadsområden och en tredjedel av småhus. Lägenheterna fördelade sig mellan olika upplåtelseformer och på olika byggherrekategorier på följande sätt:
- 340 000 lägenheter i SABO-företagen
- 145 000 lägenheter i bostadsrättsföreningar
- 93 000 lägenheter i privata hyreshus
- 350 000 lägenheter i småhus (exempelvis genom Småa)
- 8 000 lägenheter i kommunernas regi

## Reformprogrammets aktörer

### Stockholms län
Här följer ett urval av byggherrar, arkitekter och byggentreprenörer, som på olika sätt haft stor betydelse för epokens byggande i Stockholms län.

#### Byggherrar
- Svenska bostäder, hade även eget arkitektkontor och egen byggverksamhet. Byggde bland annat i Husby, Akalla, Bredäng, Skärholmen och Vårberg.
- Stockholms Kooperativa Bostadsförening (SKB), byggde bland annat i Bredäng, Tensta och Vårberg.
- Hyresgästernas sparkasse- och byggnadsförening (HSB), byggde bland annat Grindtorp, Östra Orminge och flera kvarter i Husby
- Riksbyggen, byggde områden i Tensta, Rinkeby och Skärholmen samt Norsborg, Botkyrka kommun.
- Stockholms stads småstugebyrå (SMÅA), byggde småhusområden i bland annat Kista, Kälvesta, Skärholmen, Vårberg, Bredäng, Akalla och Tensta. Cirka 80 procent var självbyggeri.

#### Arkitekter
- Höjer & Ljungqvist, ritade bland annat stadsplan för Kälvesta samt stadsplaner och byggnader för Norra Botkyrka och byggnader i Tensta, Bredäng och Sätra.
- Lars Bryde Arkitektkontor, ritade bland annat Akalla, Bredäng, Vårberg och Tensta.
- FFNS, ritade flera småhusområden i Akalla och Kälvesta.

#### Entreprenörer
- John Mattsons Byggnads AB (senare JM), byggde bland annat  Kälvesta, Rinkeby och Sätra.
- Ohlsson & Skarne, specialiserade sig under Allan Skarnes ledning inom prefabbygge med betongelement och ett eget byggsystem. Uppdragsgivare var HSB och Familjebostäder.

## Byggprogrammets slut
I slutet av 1960-talet rapporterade ett trettiotal allmännyttiga bostadsföretag att de började få svårigheter att hyra ut främst de stora lägenheterna. De första tecken på en viss oro beträffande miljonprogrammets fortsatta genomförande började sprida sig 1972 bland politiker, planerare och byggföretag, när en miljömarsch med över 10 000 deltagare mot Stockholms "Regionplan 70" arrangerades. Dessutom gav konjunkturen vika, oljekrisen höjde bensinpriserna och befolkningssiffrorna i storstäderna sjönk. Den babyboom som varat sedan 1965 ebbade ut och upphörde 1975. Den "gröna vågen" bidrog till att unga familjer började flytta från staden. Programmet hade delvis finansierats genom att det varit tillväxt, vilket skapade ökande skatteintäkter varje år och nya pengar som kunde användas till det politikerna önskade. När tillväxten upphörde blev staten tvungen att spara.
Massmedial kritik hördes också, när Dagens Nyheter den 10 september 1968 skrev “Riv Skärholmen”. Det var två dagar efter att Prins Bertil hade invigt Skärholmens centrum med pompa och ståt. I tidningens artikel kunde man bland annat läsa: “Skärholmens skyline är en kuliss kring ett förortscentrum som är ett av de mest människoföraktande som hittills byggts, en för sen import av amerikansk stadsplanering från slutet av fyrtiotalet, föråldrad redan då.” Inlägget utlöste den så kallade Skärholmsdebatten.
Bostadsbrist förbyttes på kort tid till bostadsöverskott med tomma lägenheter. Under 1970-talets första hälft ökade antalet tomma lägenheter i reformprogrammets hela bestånd och problemet var inte längre begränsat till vissa orter eller vissa lägenhetsstorlekar. En liknande utveckling fanns i många europeiska storstäder.
Som en reaktion på reformens flerbostadsbyggande kom en småhusvåg och andelen nybyggda småhus ökade från cirka en tredjedel till tre fjärdedelar (1977) av den samlade bostadsproduktionen. Totalt sjönk dock bostadsproduktionen och till en följd av det även sysselsättningen i byggbranschen. Det medförde efter hand hög arbetslöshet i byggarbets- och arkitektkåren.

## Områden i urval, bildexempel

### Höghus

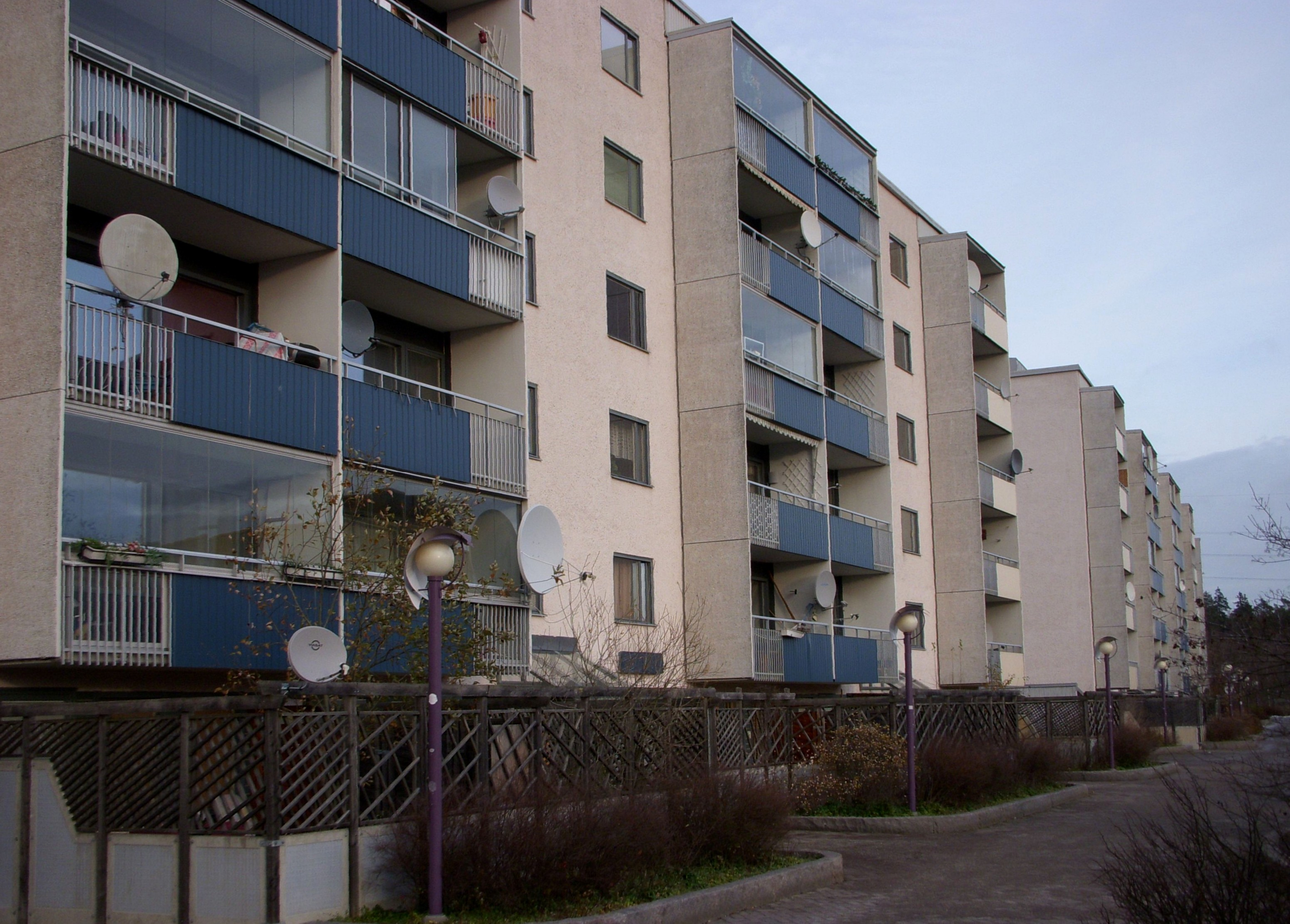
Skärholmen
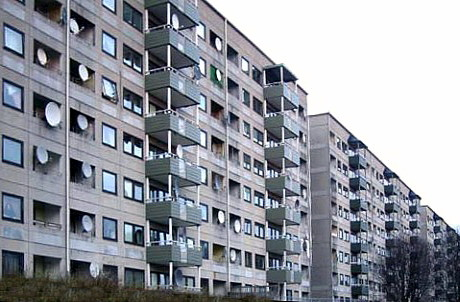
Hammarkullen
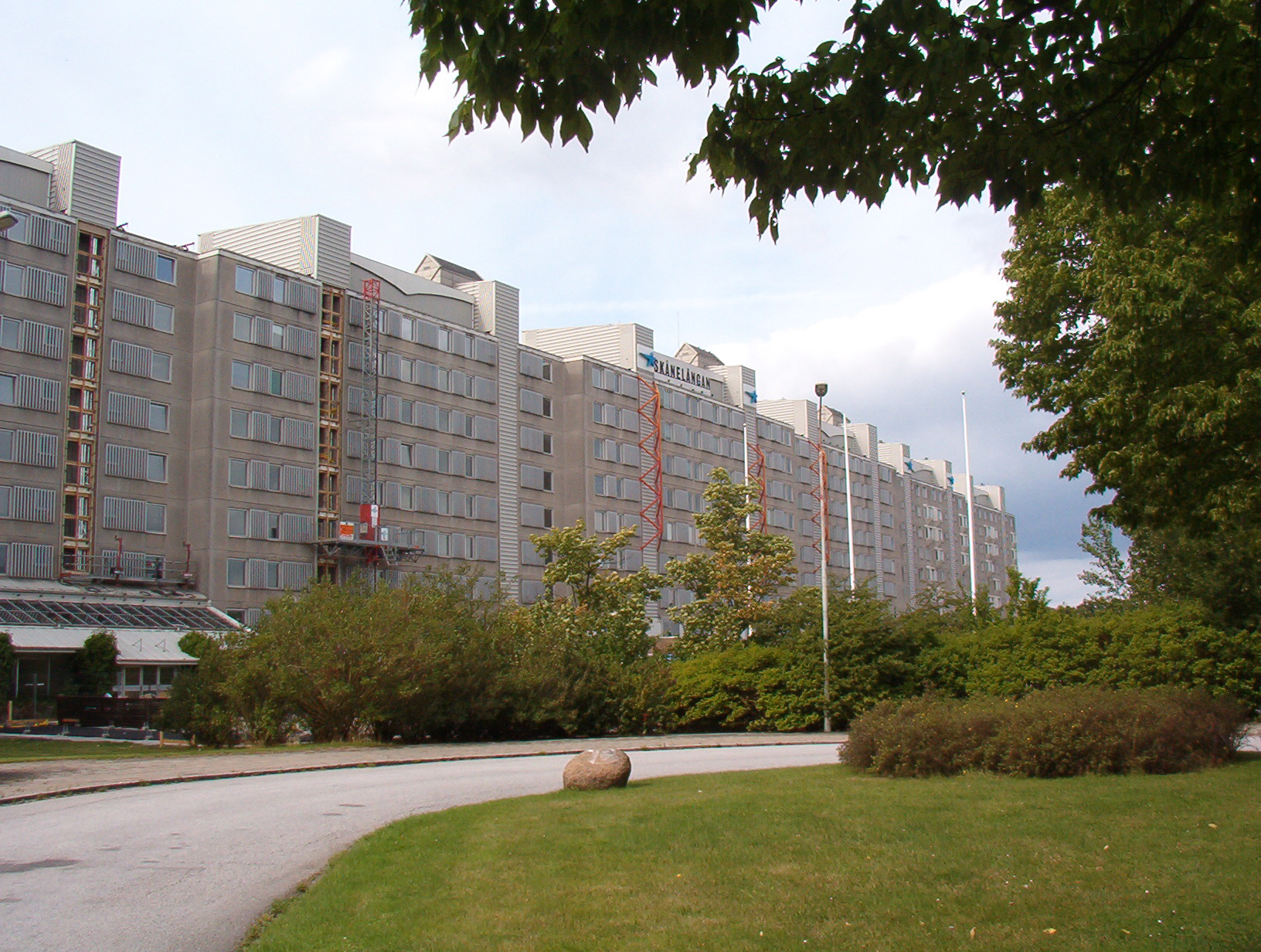
Rosengård
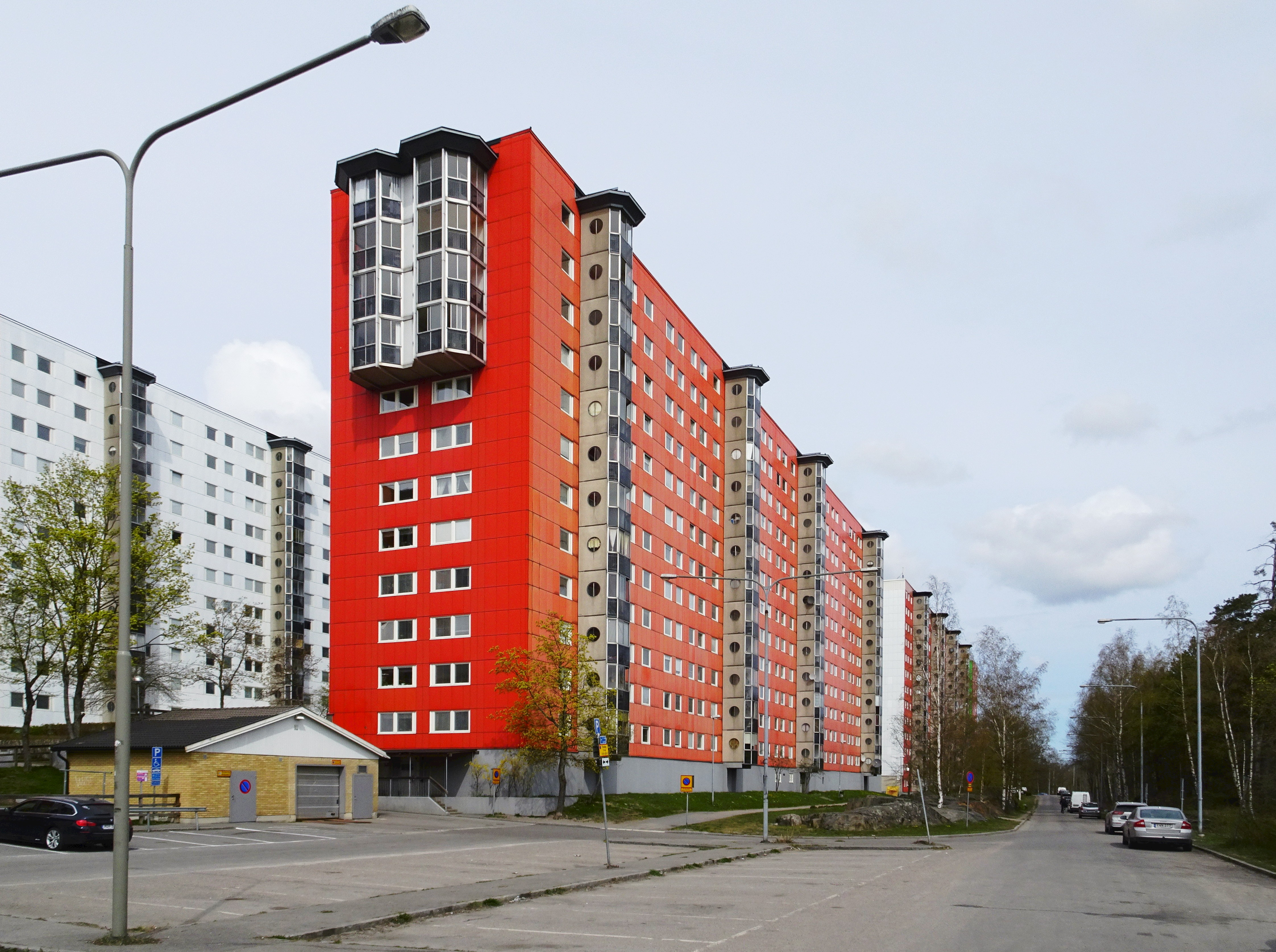
Grantorp
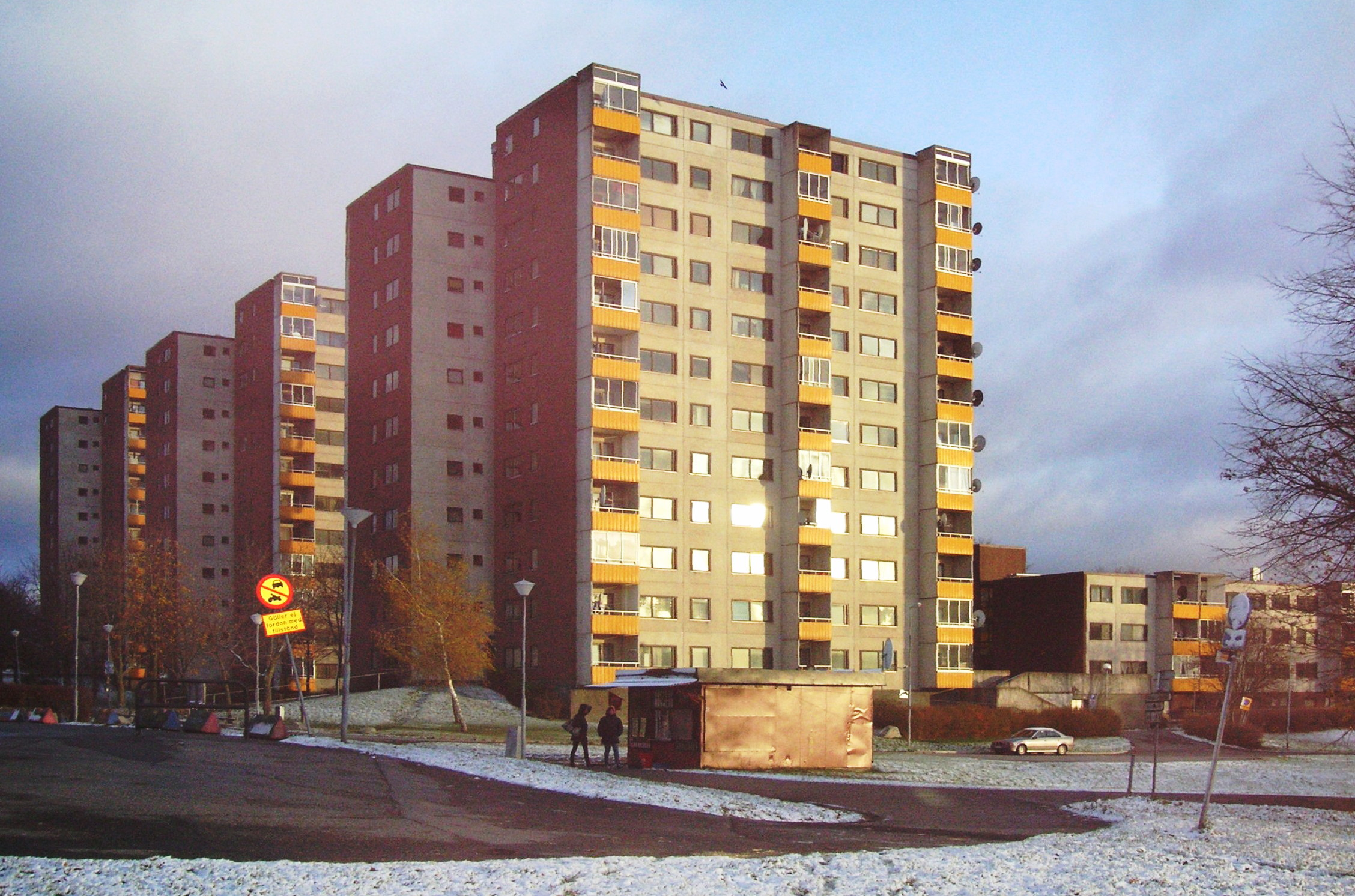
Fittja
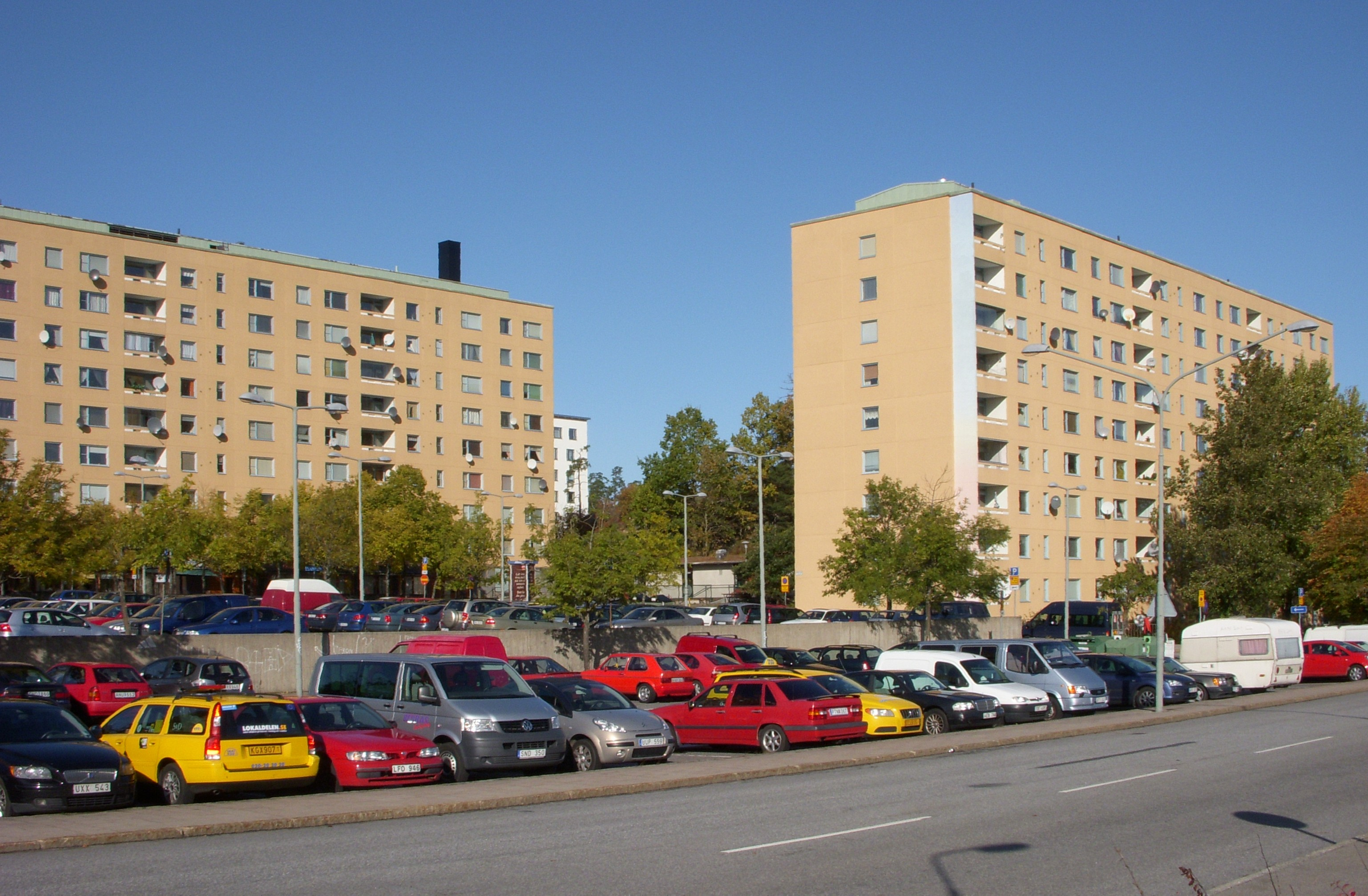
Sätra
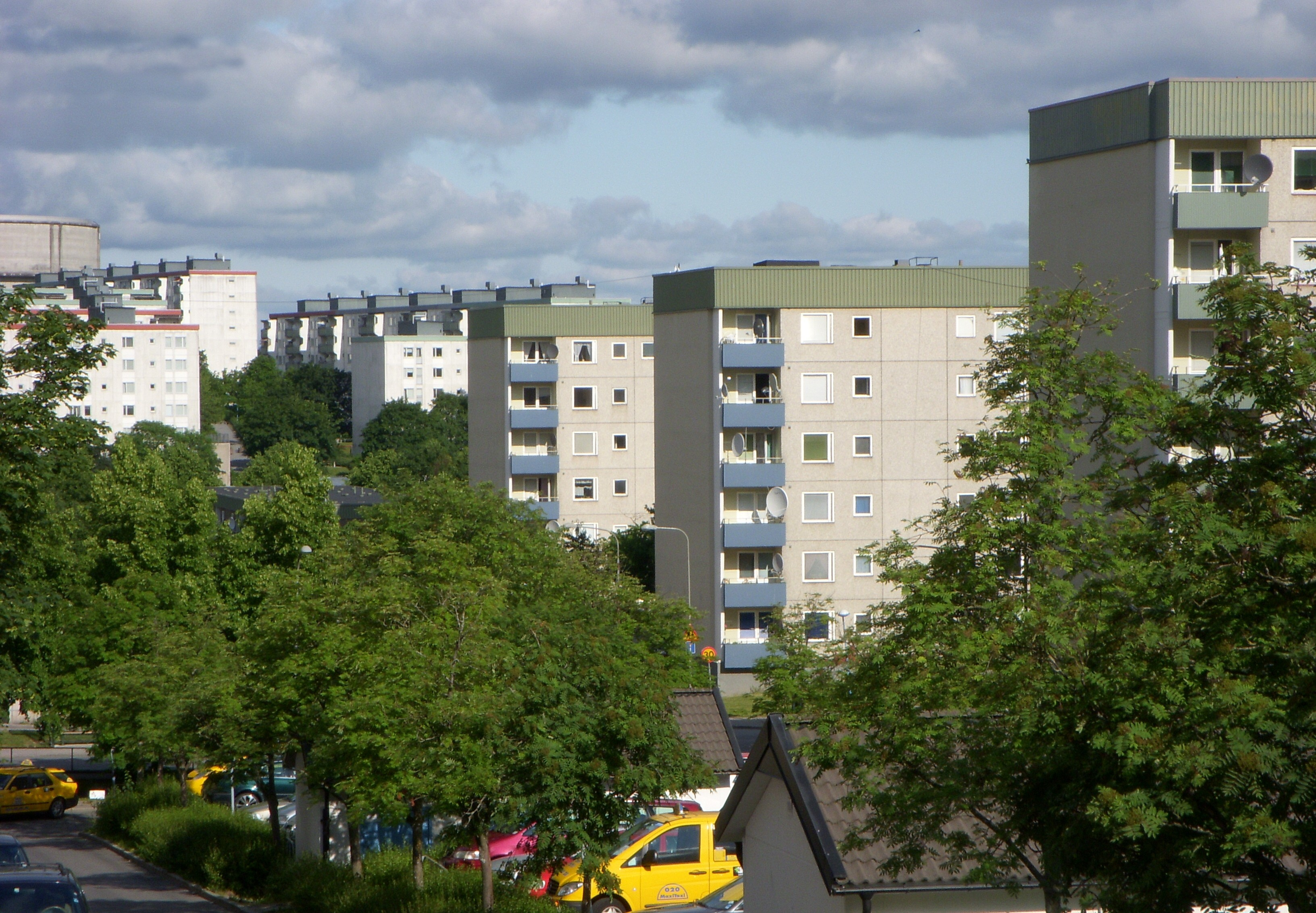
Tensta
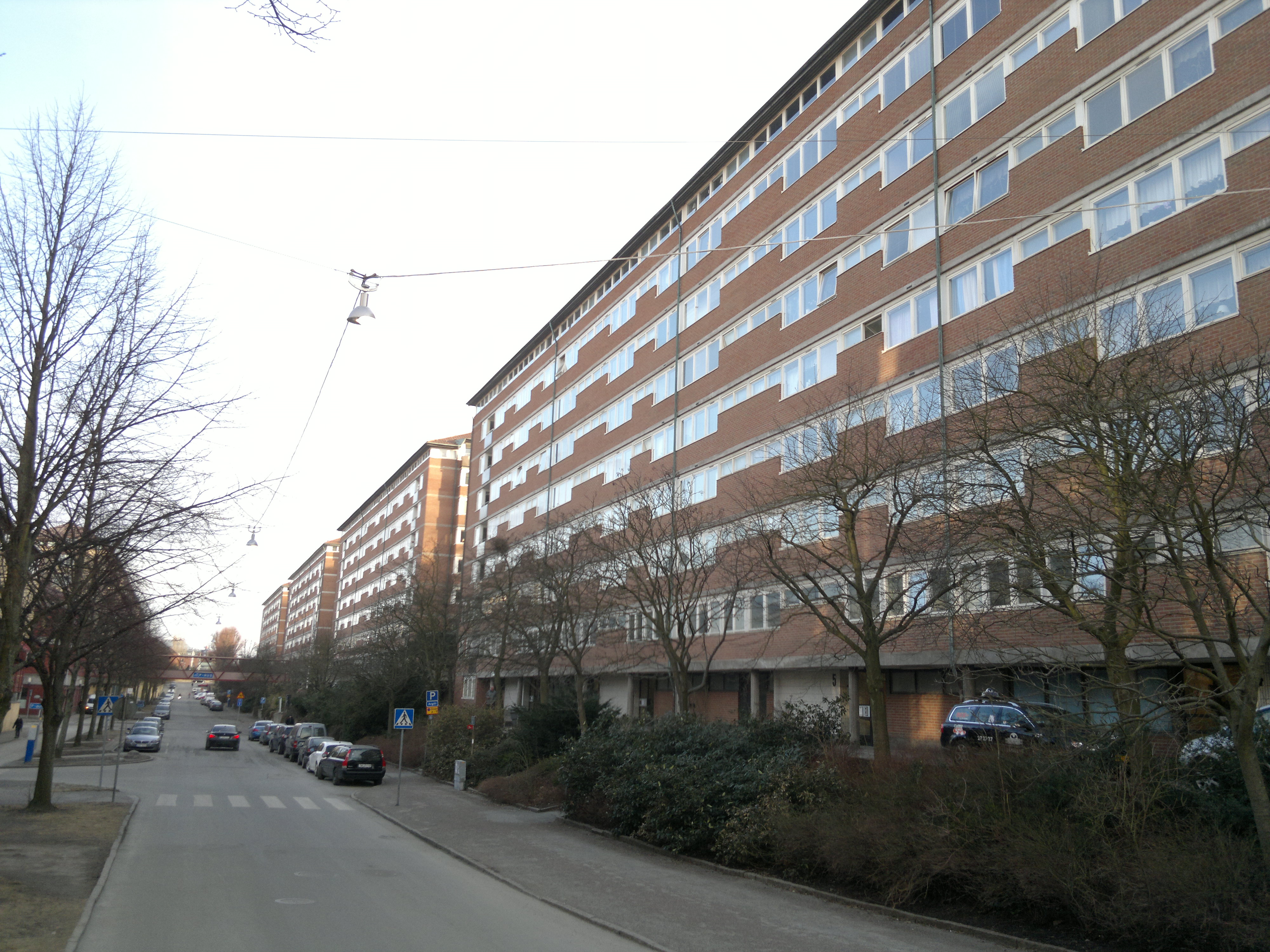
Landala

### Låghus och småhus

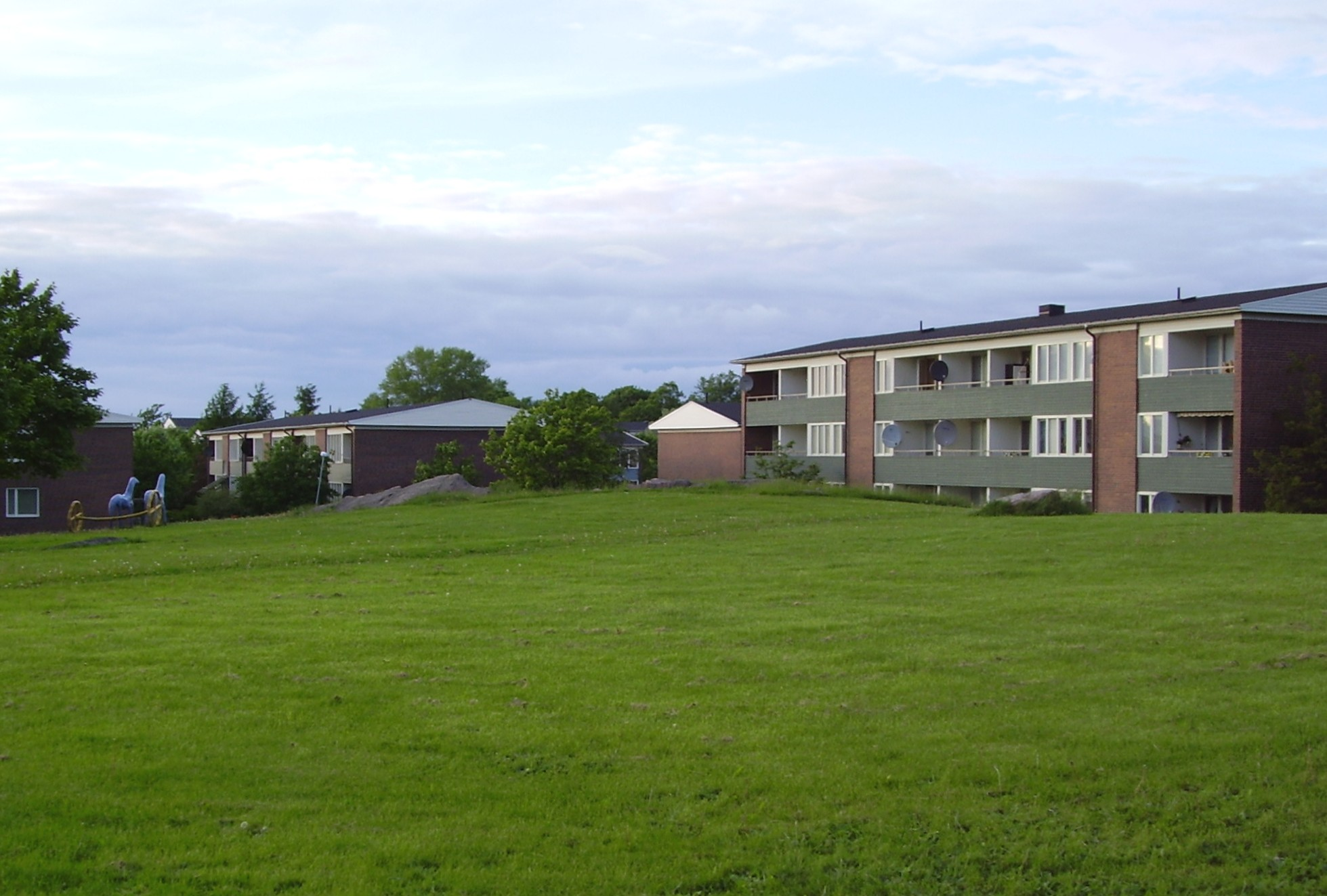
Skäggetorp
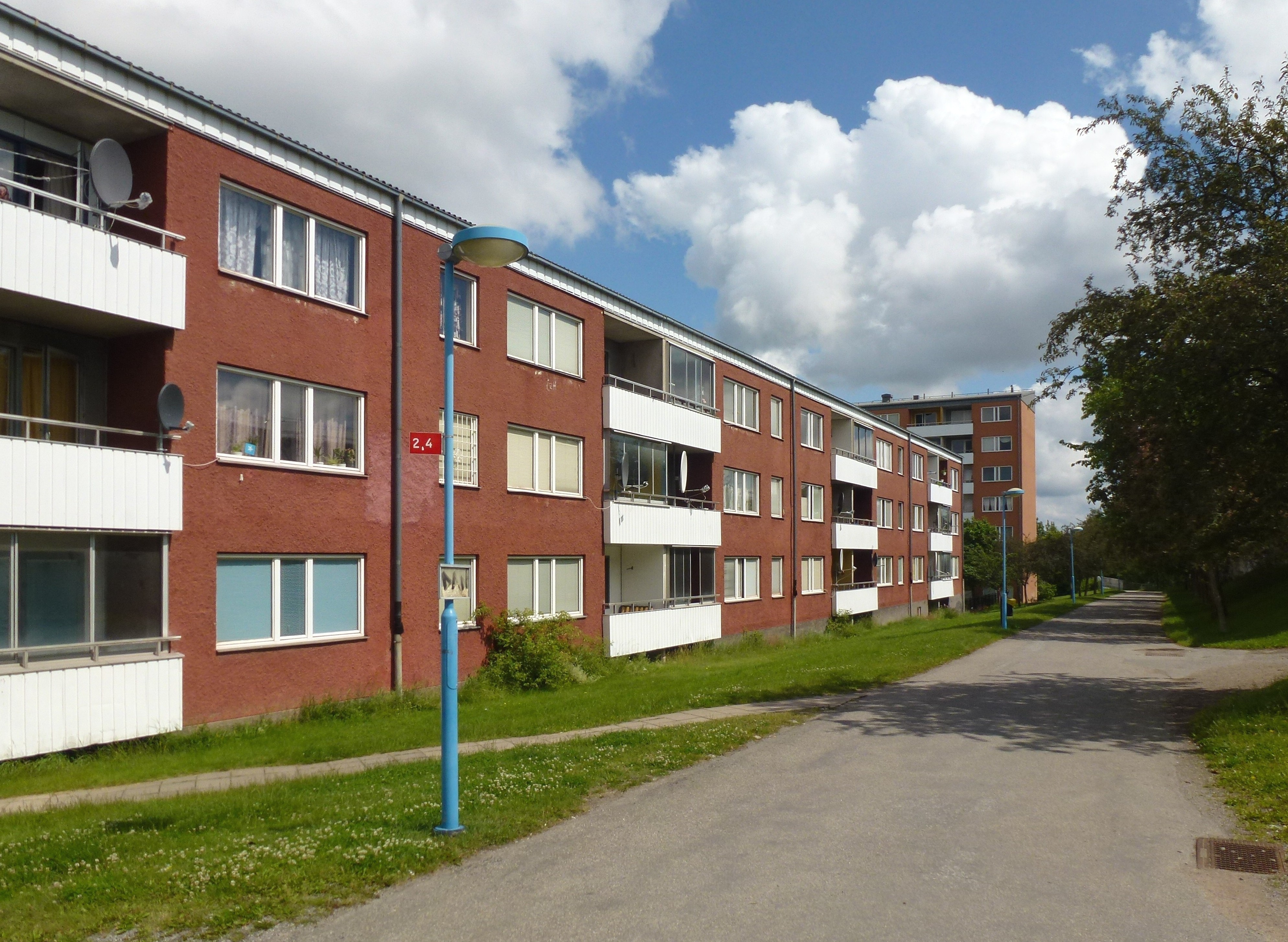
Hjulsta
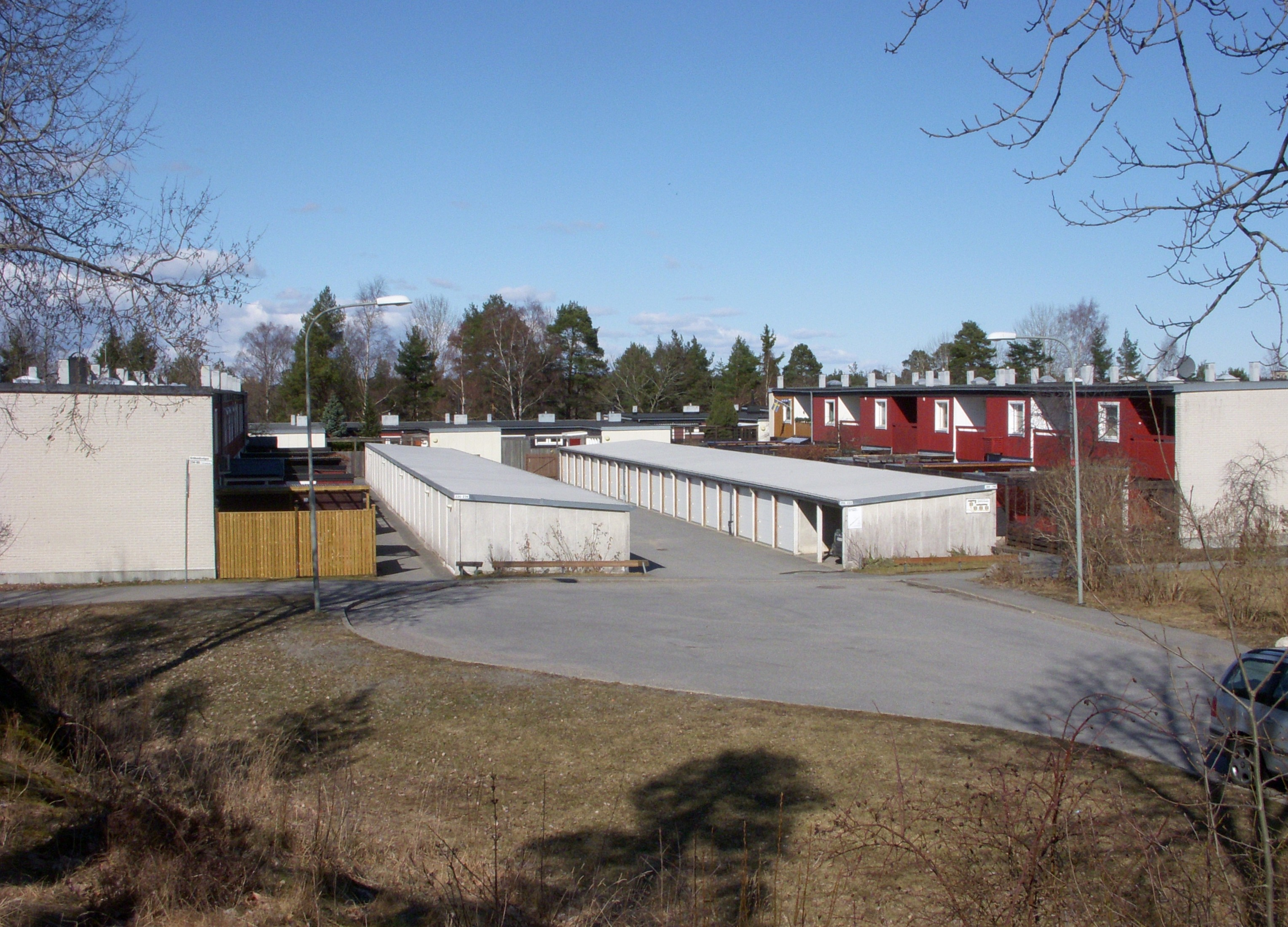
Norra Sköndal
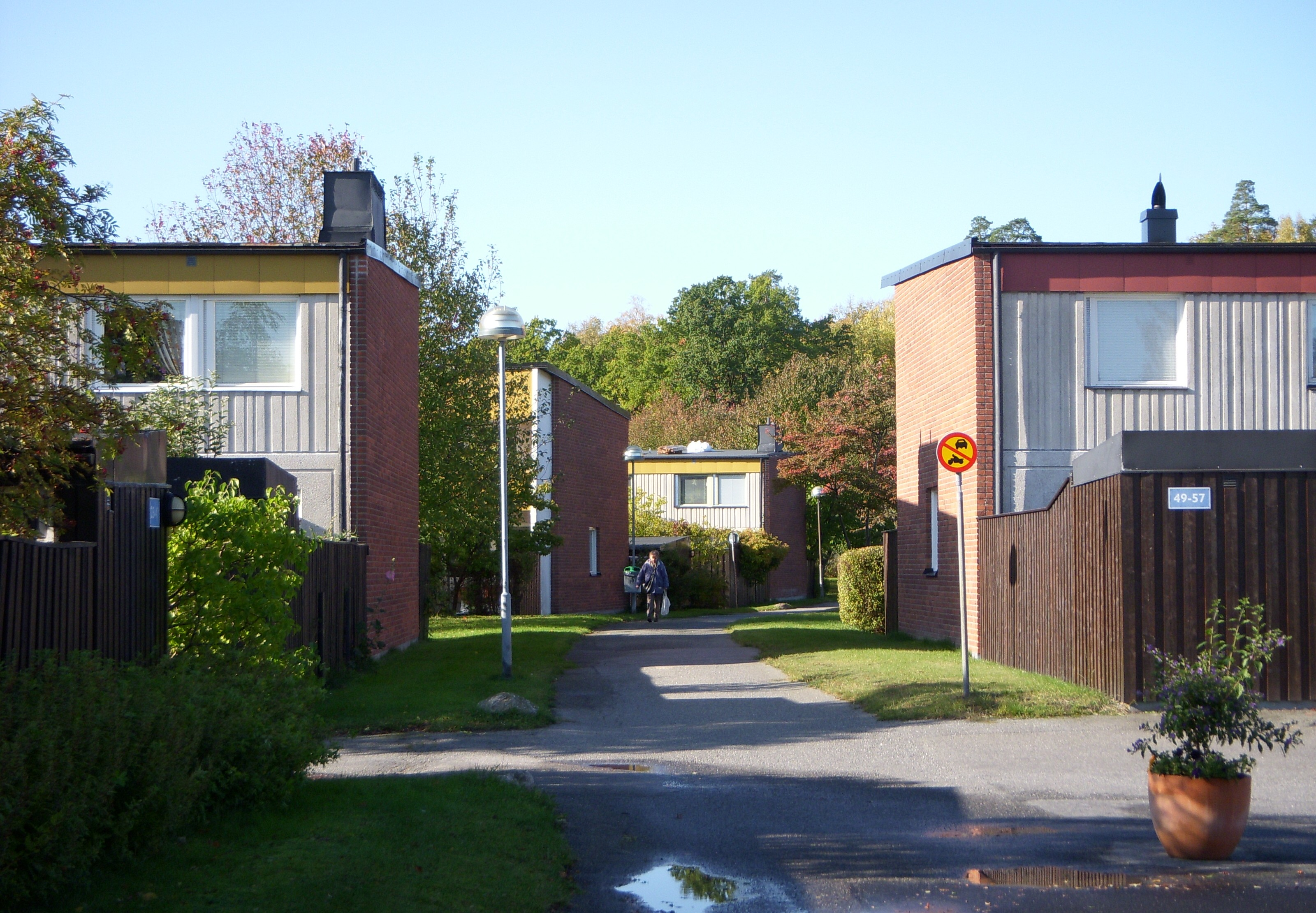
Sätra

## Kritik
Många av de idag marginaliserade utsatta områden som Bergsjön, Hammarkullen, Tensta-Rinkeby och Nacksta är förstäder som uppfördes under reformen. Därför är det vanligt att beskylla det för att ha skapat segregationen. Valet av betong som synligt byggnadsmaterial, enformig arkitektur, storskalig bebyggelse och torftig utemiljö nämns som typiska drag som gjorde områdena oattraktiva. De som hade råd lämnade efterhand stadsdelarna, och kvar blev människor med svaga ekonomiska resurser, ofta med invandrarbakgrund eller i socialt utanförskap.
Enligt en nationell forskarkurs i urban teori genomförd år 2009 vid Göteborgs universitet ligger de strukturella orsakerna med problemområdena byggda under reformen i funktionalismen, som starkt påverkade det moderna svenska stadsbyggandet under efterkrigstiden. Idéer om funktions- och trafikseparering lanserades dock långt innan det samlade byggprogrammet och det är där vi kan hitta orsakerna till den fysiska segregationen. Att funktionalistiska idéer bär ett visst ansvar för att en del förortsområden blev misslyckade är i och för sig ingen nyhet. Redan kring 1930, när modernismen var på väg att slå igenom i Sverige, kritiserade Stockholms mångårige borgmästare Carl Lindhagen funktionalismen som stadsbyggnadsidé. I en närmast desperat motion menade han att funktionalismen skulle förbjudas i lag “då den utgjorde en fara för stadens skönhetsvärden”.

## Nutid och framtid
Omkring 25 procent av Sveriges befolkning bodde år 2004 fortfarande i fastigheter byggda under reformen. I Västmanlands län har man rivit hus i både Hallstahammar och Köping. Så har det ofta varit på orter med stor utflyttning. Erik Stenberg, arkitekt och prefekt vid Kungliga Tekniska högskolan menar att vissa byggnader är värda att bevara på grund av sin ursprungliga gestaltning, men att det är orimligt att skydda hela områden.
2010 hade cirka 20 procent av de kommunala bolagens fastighetsbestånd i miljonprogrammet rustats upp, men cirka 80 procent väntar på en genomgripande renovering. Det gäller bland annat byte av avloppsstammar, fasadrenovering, uppsnyggning av den yttre miljön och inte minst energieffektivisering, eftersom husen är dåligt isolerade. Sveriges tre största byggföretag Skanska, NCC och Peab blev stora bostadsproducenter i och med miljonprogrammet. Idag har de alla koncept för renoveringen. Skanska var först ut med det så kallade "Miljonhemmet", som är en kunskapsbank för att exempelvis åtgärda betongskador, minska energianvändningen och starta en dialog med de boende.
En del pilotprojekt har visat att kostnaderna för en renovering ligger på runt en miljon kronor per lägenhet, samtidigt som många hyresgäster i de berörda områdena saknar möjligheter att bära en hyreshöjning. Med ungefär 650 000 lägenheter i behov av renovering det närmaste decenniet innebär detta ett totalt investeringsbehov på mer än 650 miljarder kronor.

### Exempel för upprustning (urval)
Nacksta i Sundsvall stod färdig 1974 och blev med tiden ett nedgånget problemområde. Sedan sekelskiftet 2000 är Nacksta föremål för en totalrenovering. I övre Nacksta har det gjorts investeringar på totalt 160 miljoner kronor. Upprustningen i övre Nacksta inbegriper även energisparåtgärder och ny ventilation. Investeringskostnaden motsvarar totalt 9 000 kronor per kvadratmeter.
Ålidhem i Umeå blev klart 1973 och har sedan 2010 genomgått en upprustning av utomhusmiljöerna. Ålidhem tillhör idag Umeås mer lummiga och planterade stadsdelar. Under beteckningen “Hållbara Ålidhem” utvecklades stadsdelen till ett mer hållbart område med tryggare och trivsammare miljöer och minskad energiförbrukning. Projektet avslutades år 2014 och tilldelades i april 2016 ett pris "som föredömligt projekt" av Nätverket för hållbart byggande.
I miljonprogrammets Stockholmsområden som Akalla, Hjulsta, Husby, Kista, Rinkeby och Tensta pågår sedan 2006 det så kallade Järvalyftet. Bland aktörerna märks kommunägda Svenska Bostäder som bygger om 5 200 bostäder i nära samarbete med hyresgästerna.

### Bilder, upprustade miljonprogramshus (urval)

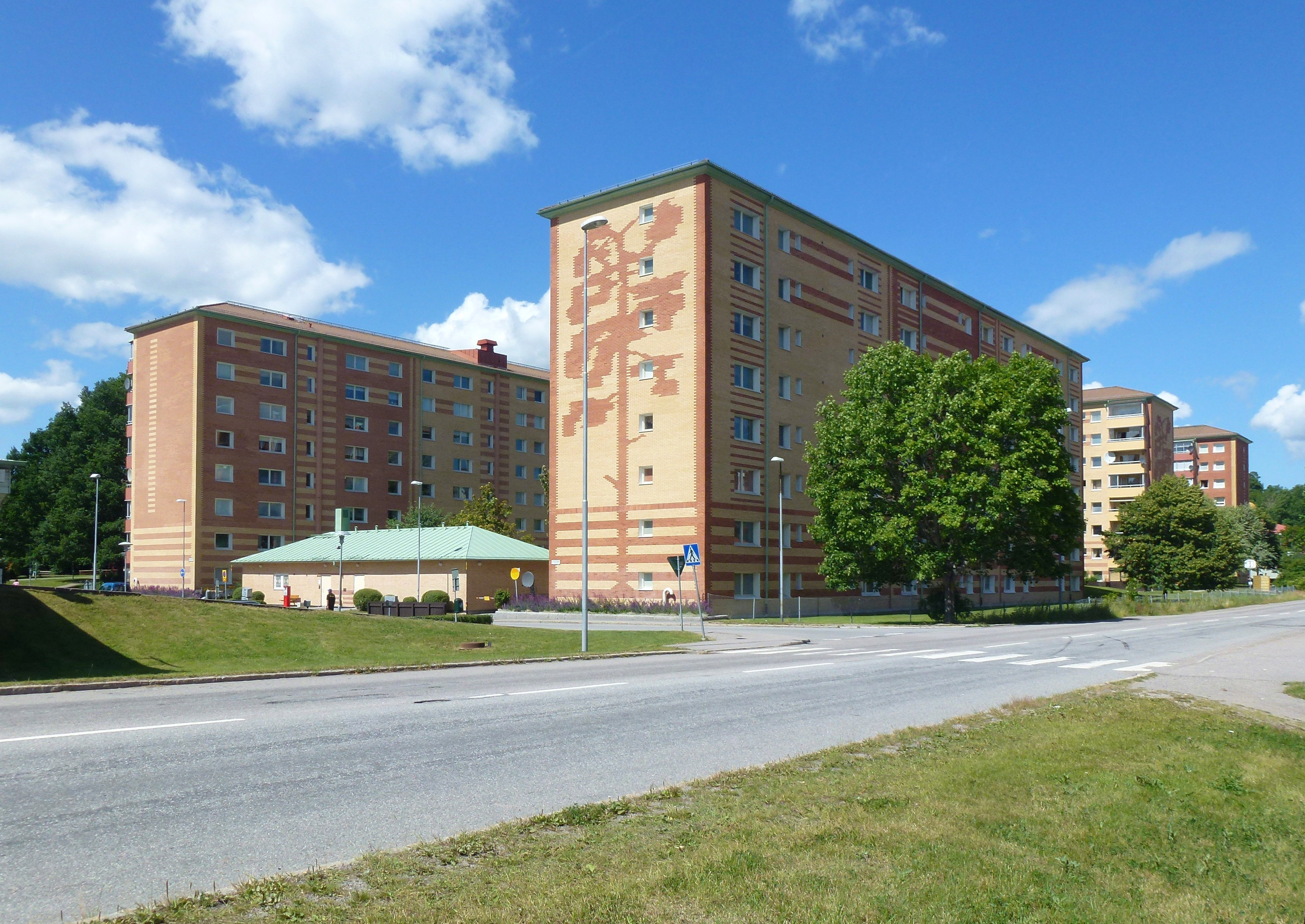
Hallunda, 1995.
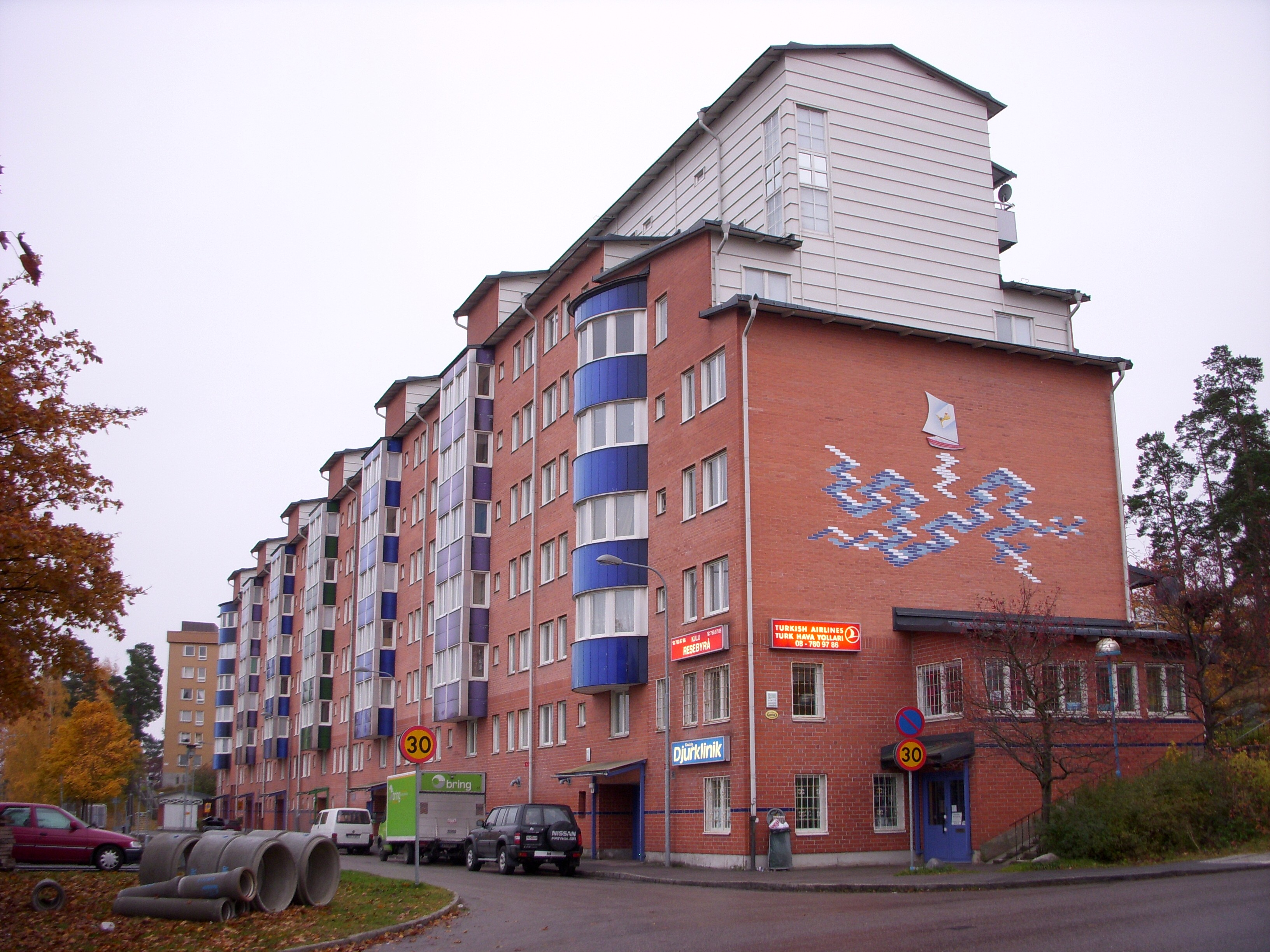
Rinkeby 2009.
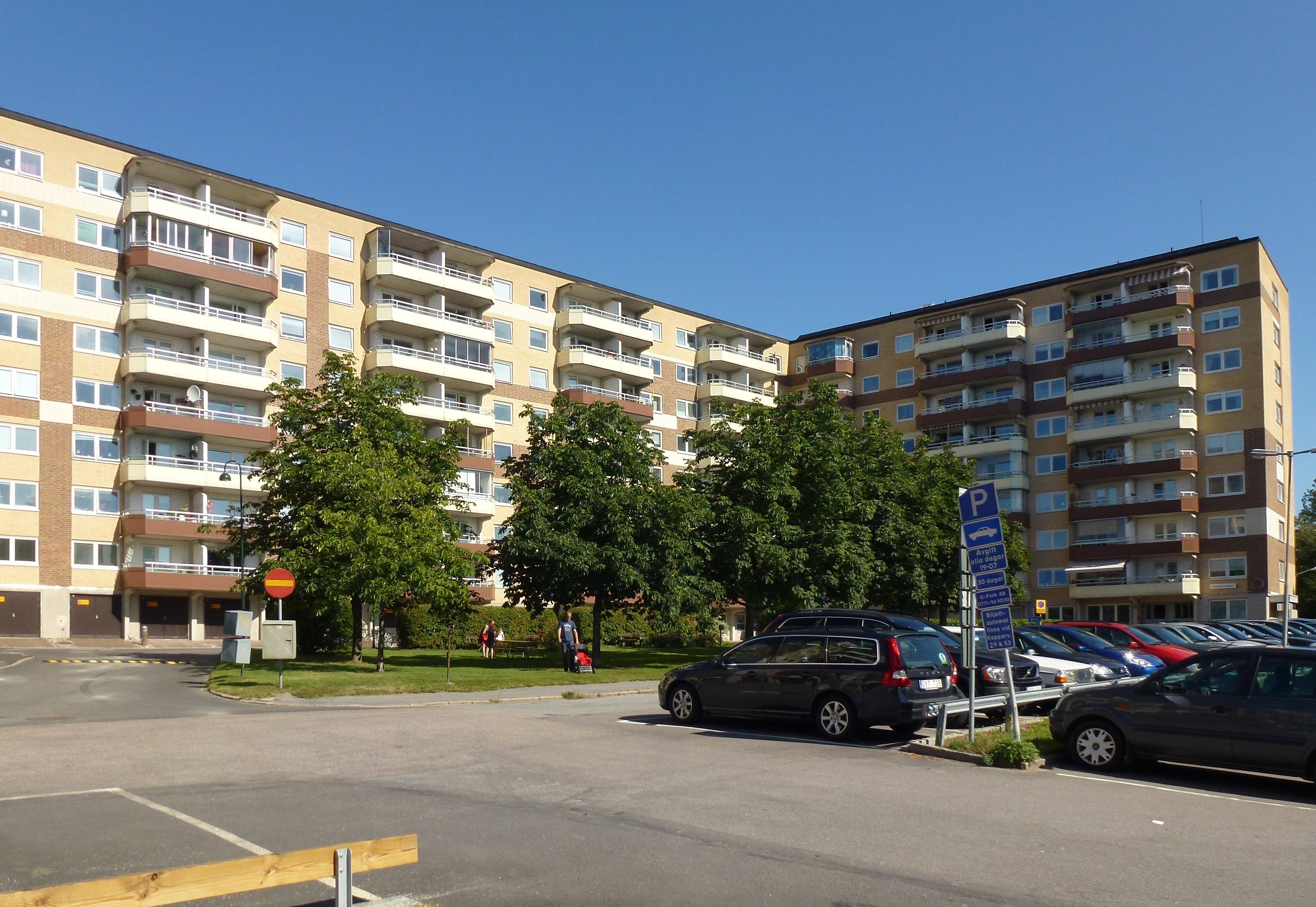
Kallhäll 2012.
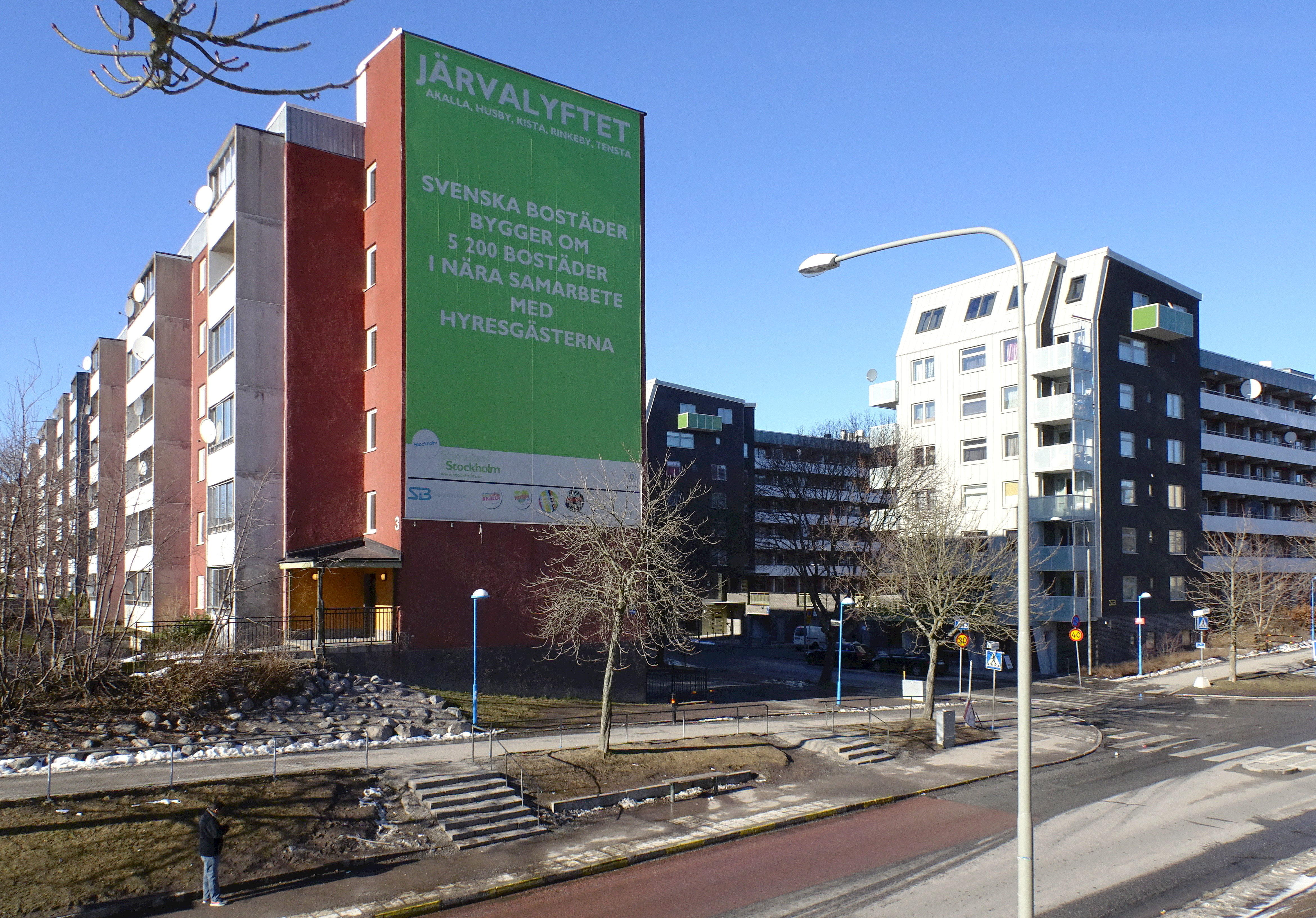
Tensta, 2017.

## Jämförelser med liknande projekt i andra länder
Det samlade byggprogrammet står ut i jämförelse med liknande offentliga byggnadsprogram i andra västländer under efterkrigstiden, i termer av sin storlek. Sverige var det enda västland som genomförde ett offentligt byggprogram av den här omfattningen. Reformen var ett tidsbegränsat och extraordinärt regeringsingripande inom bostadsbyggandet, som dittills och även därefter huvudsakligen drivits av privata initiativ. 
Offentliga byggnadsprogram av motsvarande storlek genomfördes under denna tid endast i de socialistiska länderna i Östblocket. I dessa förekom inga privata byggföretag, allt bostadsbyggande planerades och utfördes av staten. Bostadsbyggandet i Östblockets länder utfördes under system som kan beskrivas som ständigt pågående reformer eller miljonprogram. Dessa program har gett upphov till en stor mängd likformiga betongområden i ett mycket stort geografiskt område som sträcker sig från Östtyskland (Plattenbau), Ungern (Panelház) och Rumänien (Sistematizare) i väster, via Sovjetunionen (Chrusjtjovka) till Kina (Tongzilou) och Mongoliet (Ugsarmal bair) i öster.